# Рельєф Берні
Рельєф Берні (також відомий як рельєф «Цариці ночі») — месопотамська теракотова дошка з високим рельєфом періоду Ісін-Ларса або старовавилонського періоду, на якій зображена крилата оголена фігура богині з пташиними кігтями, яка стоїть на двох левах й оточена совами.

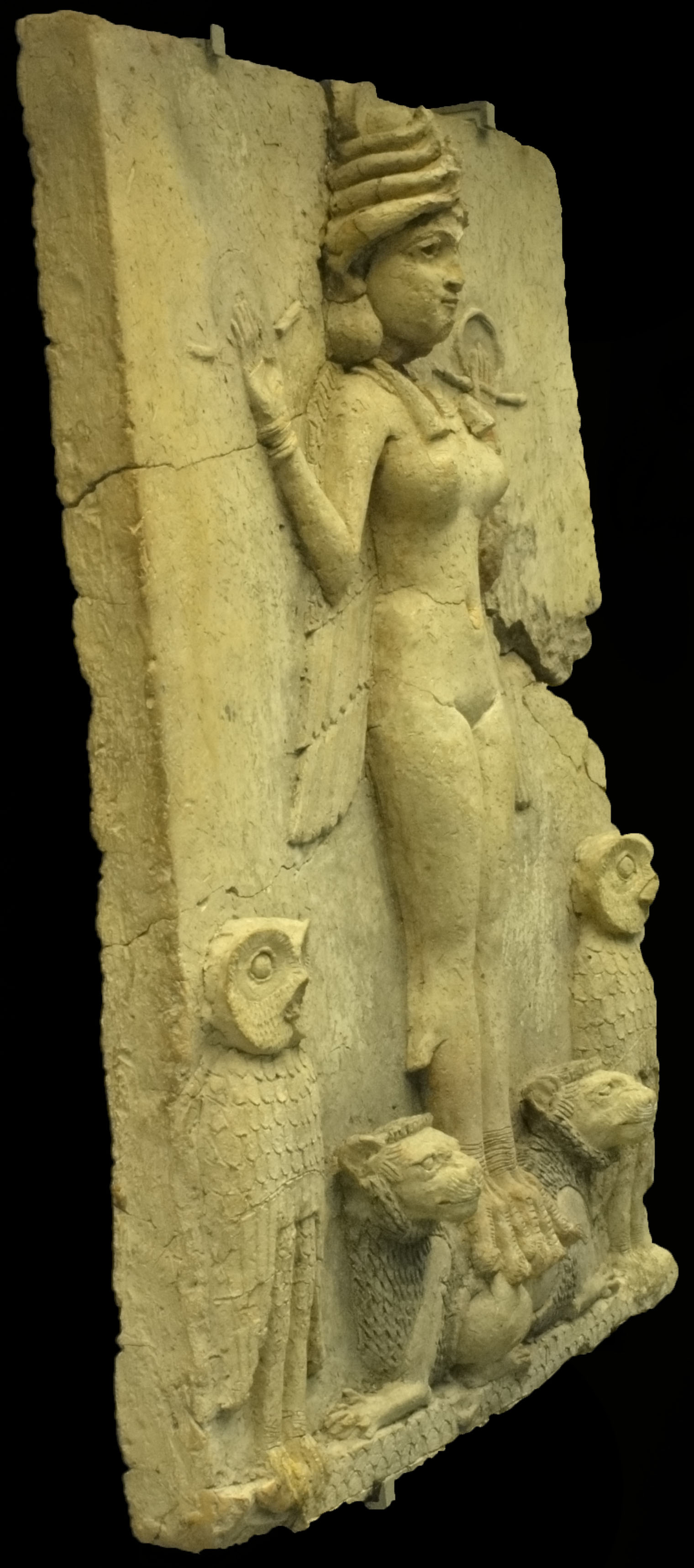
Вид збоку, що демонструє глибину рельєфу

Рельєф зберігається в Британському музеї в Лондоні, який датував його між 1800 і 1750 роками до нашої ери. Він походить з південної Месопотамії, але точне місце знахідки невідоме. Завдяки виразній іконографії, високому рельєфу та відносно великому розміру (49,5 см заввишки), цей об'єкт є рідкісною пам'яткою того часу, що збереглася до наших днів.
Автентичність твору ставилася під сумнів з моменту його першої появи у 1930-х роках. Датування, особистість головного героя та інші аспекти твору викликали багато дискусій серед науковців, хоча релігійний сюжет є загальновизнаним.

## Походження
Спочатку рельєф перебував у володінні сирійського дилера, який, можливо, придбав табличку на півдні Іраку в 1924 році, а в 1933 році був переданий на зберігання до Британського музею в Лондоні і проаналізований доктором Г. Д. Плендерлітом. Однак у 1935 році музей відмовився придбати її, після чого табличка перейшла до лондонського антиквара Сідні Берні; згодом вона стала відома як Рельєф Берні. У 1936 році рельєф був вперше представлений на повну сторінку в The Illustrated London News. Згодом рельєф потрапив до колекції Нормана Колвілла, після смерті якого в 1974 році її придбав на аукціоні японський колекціонер Горо Сакамото. Однак британська влада відмовила йому у видачі ліцензії на експорт. Твір був позичений Британському музею для експонування між 1980 та 1991 роками (тоді він був зареєстрований як «Позика 1238»), а в 2003 році рельєф був придбаний музеєм за 1 500 000 фунтів стерлінгів в рамках святкування 250-річчя музею. Музей також перейменував табличку на «Рельєф королеви ночі». З тих пір об'єкт відвідує музеї по всій Британії.
Його оригінальне походження залишається невідомим. Археологічні розкопки рельєфу не проводилися, тому немає додаткової інформації про те, звідки він походить або в якому контексті його було виявлено. Таким чином, інтерпретація рельєфу спирається на стилістичні порівняння з іншими об'єктами, для яких було встановлено дату та місце походження, на аналіз іконографії та на інтерпретацію текстових джерел з месопотамської міфології та релігії.

## Опис
Детальні описи опублікували Анрі Франкфорт (1936), Полін Альбенда (2005), і в монографії Домініка Коллона, колишнього куратора Британського музею, де зараз зберігається дошка. Композиція в цілому є унікальною серед творів мистецтва Месопотамії, хоча багато елементів мають цікаві аналоги в інших зображеннях того часу.

### Фізичний аспект
Рельєф — теракотова (обпалена глина) дошка 50 на 37 сантиметрів (20 дюйм × 15 дюйм) великий, 2 до 3 сантиметри (0,79 до 1,18 дюйм) завтовшки, голова фігури виступає на 4,5 сантиметра (1,8 дюйм) від поверхні. Для виготовлення рельєфу глину з дрібними вапняними включеннями змішували з половою; видимі складки та тріщини свідчать про те, що під час обробки матеріал був досить жорстким. Департамент наукових досліджень Британського музею повідомляє, що «здається ймовірним, що вся табличка була сформована» з подальшим моделюванням деяких деталей і додаванням інших, таких як символи жезла та кільця, прядки волосся та очі сови. Потім рельєф відшліфували і відполірували, а інші деталі вирізали гострим інструментом. Випал випалив полову, залишивши характерні порожнечі та ямчасту поверхню, яку ми бачимо зараз; Кертіс і Коллон вважають, що в давнину ця поверхня виглядала б згладженою вохристою фарбою.
За своїми розмірами унікальна табличка більша за теракотові таблички масового виробництва, що використовувалися як предмети народного мистецтва або релігійні об'єкти – багато з яких були розкопані в руїнах будинків періоду Ісін-Ларса та старовавилонського періоду.

Орієнтовна кольорова гама розмальованого рельєфу

Загалом рельєф перебуває у чудовому стані. Спочатку він був отриманий Британським музеєм у трьох частинах і фрагментах; після ремонту деякі тріщини все ще помітні, зокрема, відсутній трикутний шматок з правого краю, але основні риси божества і тварин не пошкоджені. Обличчя фігури має пошкодження лівого боку, лівої частини носа та області шиї. Головний убір має деякі пошкодження спереду та з правого боку, але загальну форму можна визначити за симетрією. Відсутні половина намиста та символ фігури, яку вона тримає в правій руці; втрачені дзьоби сов і шматок лев'ячого хвоста. Порівняння зображень 1936 і 2005 років показує, що були також сучасні пошкодження: права сторона корони втратила верхній ярус, а в нижньому лівому куті відкололася частина гірського візерунка, а сова втратила пальці на правій нозі. Однак у всіх основних аспектах рельєф зберігся недоторканим понад 3500 років років.
Сліди червоного пігменту все ще залишаються на тілі фігури, яке спочатку було пофарбоване в червоний комбінезон. Пір'я її крил і пір'я сов також були пофарбовані в червоний колір, який чергувався з чорним і білим. За допомогою раманівської спектроскопії червоний пігмент визначається як червона вохра, чорний пігмент — аморфний вуглець («технічний вуглець») і білий пігмент — гіпс. Чорний пігмент також зустрічається на фоні нальоту, волоссі та брів, а також на гривах левів. Лобковий трикутник і ареола здаються підкресленими червоним пігментом, але не були окремо пофарбовані в чорний колір. Тіла левів пофарбували в білий колір. Куратори Британського музею припускають, що роги головного убору і частина намиста спочатку були пофарбовані в жовтий колір, як і на дуже схожій глиняній фігурці з Ура. Вони припускають, що браслети та символи жезла й кільця також могли бути пофарбовані жовтою фарбою. Однак на рельєфі тепер не залишилося слідів жовтого пігменту.

### Жіноча фігура

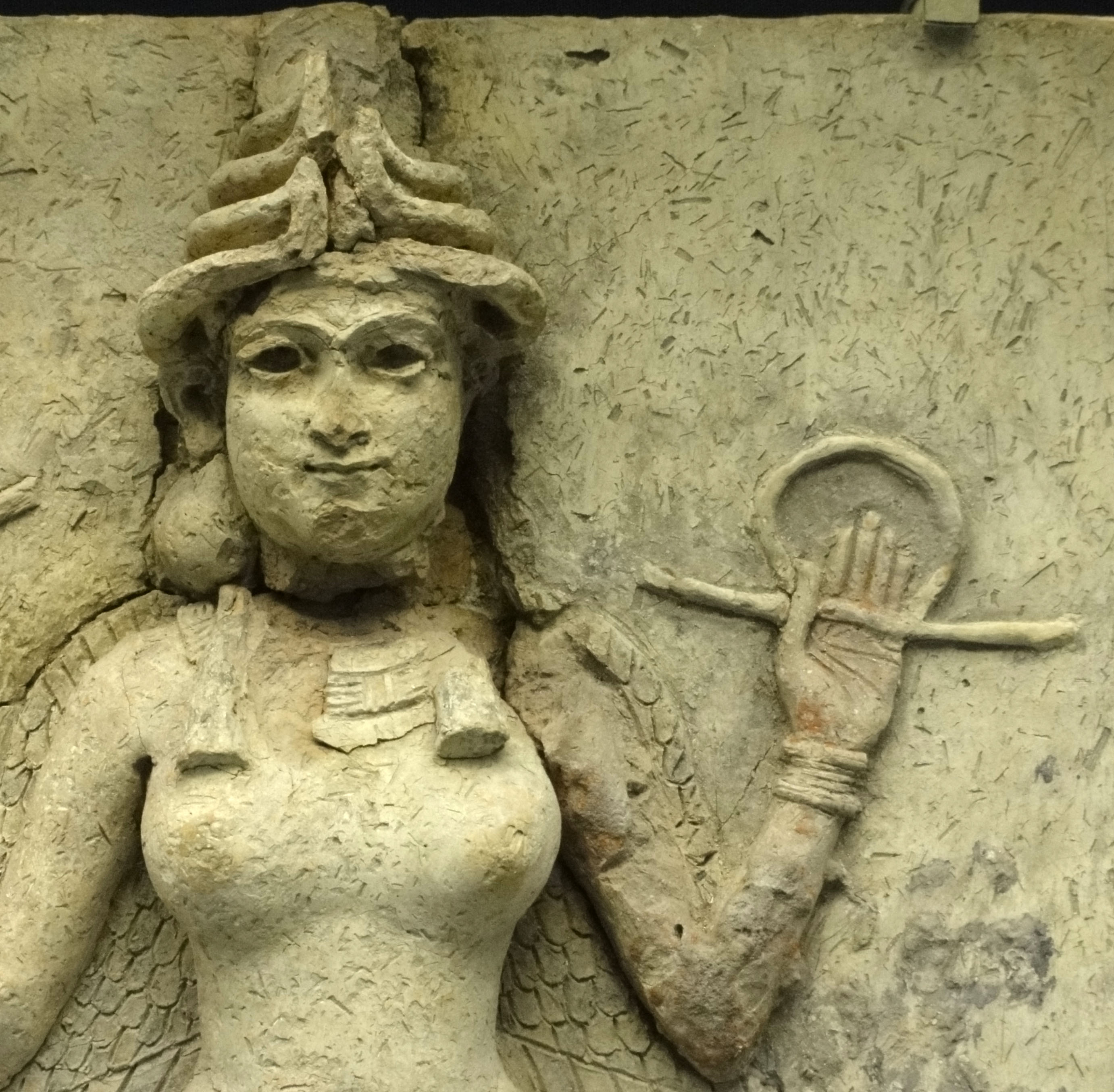
Деталь погруддя зі слідами пігменту на лівій руці

Оголена жіноча фігура реалістично виліплена горельєфом. Її очі, під чіткими, з'єднаними бровами, порожнисті, імовірно, для того, щоб прийняти якийсь інкрустаційний матеріал – особливість, поширена в тогочасних кам'яних, алебастрових і бронзових скульптурах, але не спостерігається в інших месопотамських глиняних скульптурах. Її прикрашає чотириярусний головний убір з рогів, увінчаний диском. Голова обрамлена двома косами, основна частина волосся зібрана в пучок ззаду, а дві клиноподібні коси спускаються на груди.
Стилізована зачіска може свідчити про церемоніальну перуку. Вона носить одне широке намисто, що складається з квадратів, структурованих горизонтальними та вертикальними лініями, які, можливо, зображують намистини, по чотири в кожному квадраті. Це намисто практично ідентичне до намиста бога, знайденого в Урі, за винятком того, що його намисто має три лінії до квадрата. На обох зап'ястях вона носить браслети, які складаються з трьох кілець. Обидві руки симетрично підняті догори, долоні повернуті до глядача і деталізовані видимими лініями життя, голови і серця, тримають по два жезло-кільцевих символи, з яких добре зберігся лише той, що на лівій руці. З-за плечей донизу спускаються два крила з чітко окресленим стилізованим пір'ям у трьох регістрах. Пір'я у верхньому регістрі зображено у вигляді лусочок, що накладаються одна на одну (покривне пір'я), у двох нижніх регістрах — довгі, розташовані в шаховому порядку махові пера, які здаються намальованими лінійкою і закінчуються опуклим заднім краєм. Пір'я має гладку поверхню, колючок не виявлено. Крила схожі, але не зовсім симетричні, відрізняються як кількістю махових пер, так і деталями забарвлення.
Крила розправлені до трикутної форми, але не повністю розгорнуті. Груди повні та високі, але без окремо змодельованих сосків. Її тіло виліплене з увагою до натуралістичних деталей: глибокий пупок, структурований живіт, «м'яко змодельована лобкова область», повторення контуру стегон під гребенем клубової кістки та кісткова структура ніг з чіткими колінними чашечками — все це свідчить про «художню майстерність, яка майже напевно походить від спостережень». Від литок трохи нижче коліна відходить шпороподібний виступ, складка або чубчик, який Коллон інтерпретує як «росяні кігті». Нижче гомілки ноги фігури перетворюються на пташині. Пташині лапи деталізовані, з трьома довгими, добре відокремленими пальцями приблизно однакової довжини. На поверхні щиколотки та пальців процарапані лінії, що зображують кісточки, і всі видимі пальці мають помітні кігті. Пальці ніг витягнуті донизу, без перспективного ракурсу; здається, що вони не спираються на лінію землі, і таким чином створюється враження, що фігура відокремлена від фону, ніби ширяє.

### Тварини та тло

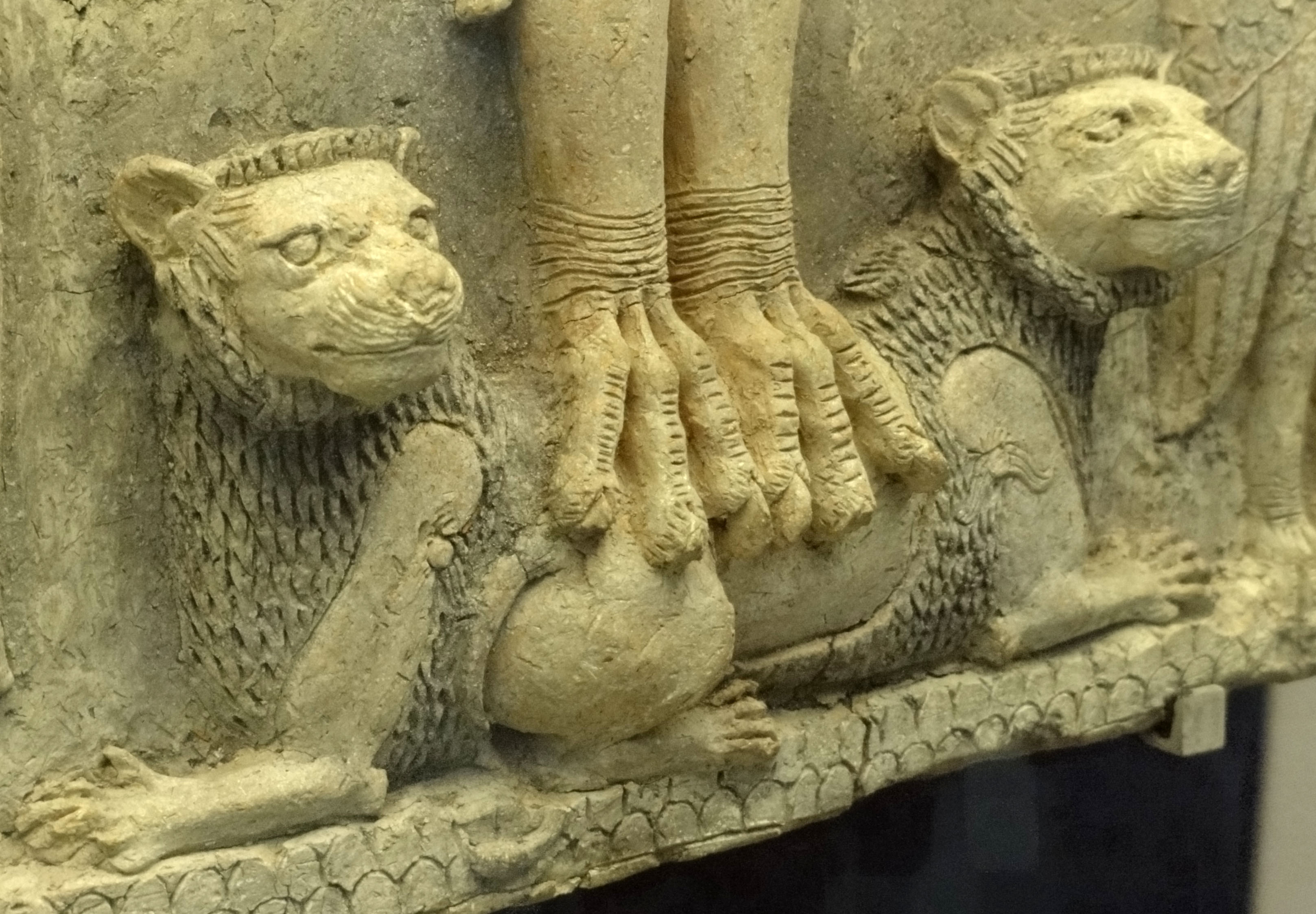
Деталь із зображенням левів у нижній частині рельєфу

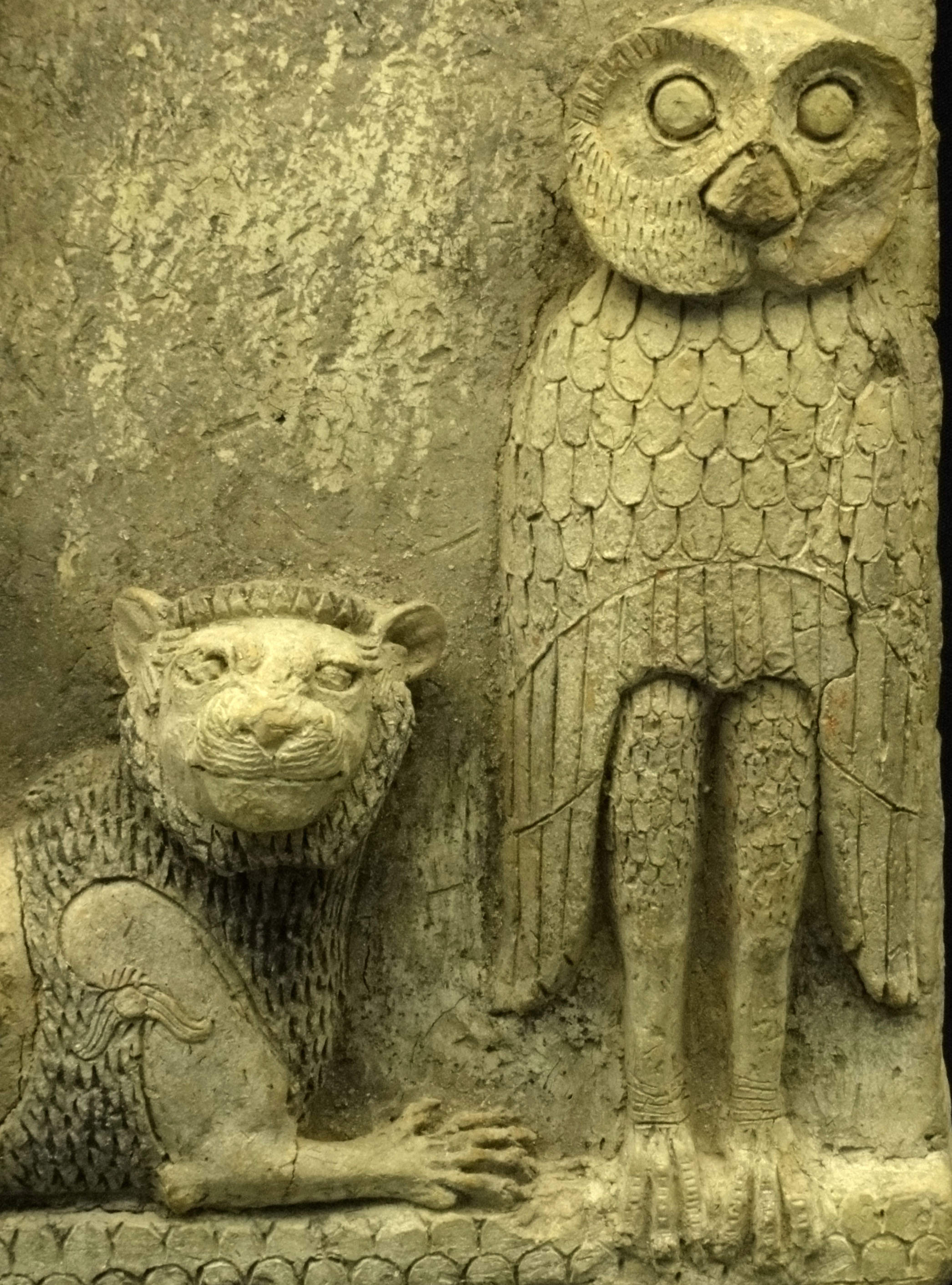
Деталь сови внизу праворуч на рельєфі

Обидва леви мають чоловічу гриву, вкриту густими короткими лініями; грива продовжується під тулубом. З вух і на плечах левів ростуть чітко окреслені пучки волосся, що виходять з центрального дископодібного закруту. Вони лежать на спині; їхні голови виліплені з увагою до деталей, але з певним ступенем художньої свободи у їхній формі, наприклад, щодо їхніх округлих обрисів. Обидва леви дивляться на глядача, і обидва мають закриті пащі.
Зображені сови впізнавані, але не натуралістично виліплені: форма дзьоба, довжина ніг і деталі оперення відрізняються від тих, що притаманні совам, які мешкають у цьому регіоні. Їхнє оперення, як і крила божества, забарвлене в червоний, чорний і білий кольори; воно схоже з обох боків, але не ідеально симетричне. Обидві сови мають на одну пір'їнку більше на правій стороні оперення, ніж на лівій. Ноги, ступні та кігті червоні.
Групу розміщують на шаблоні лусок, пофарбованих чорним кольором. Саме так гірські хребти зазвичай символізували в мистецтві Месопотамії.

## Контекст

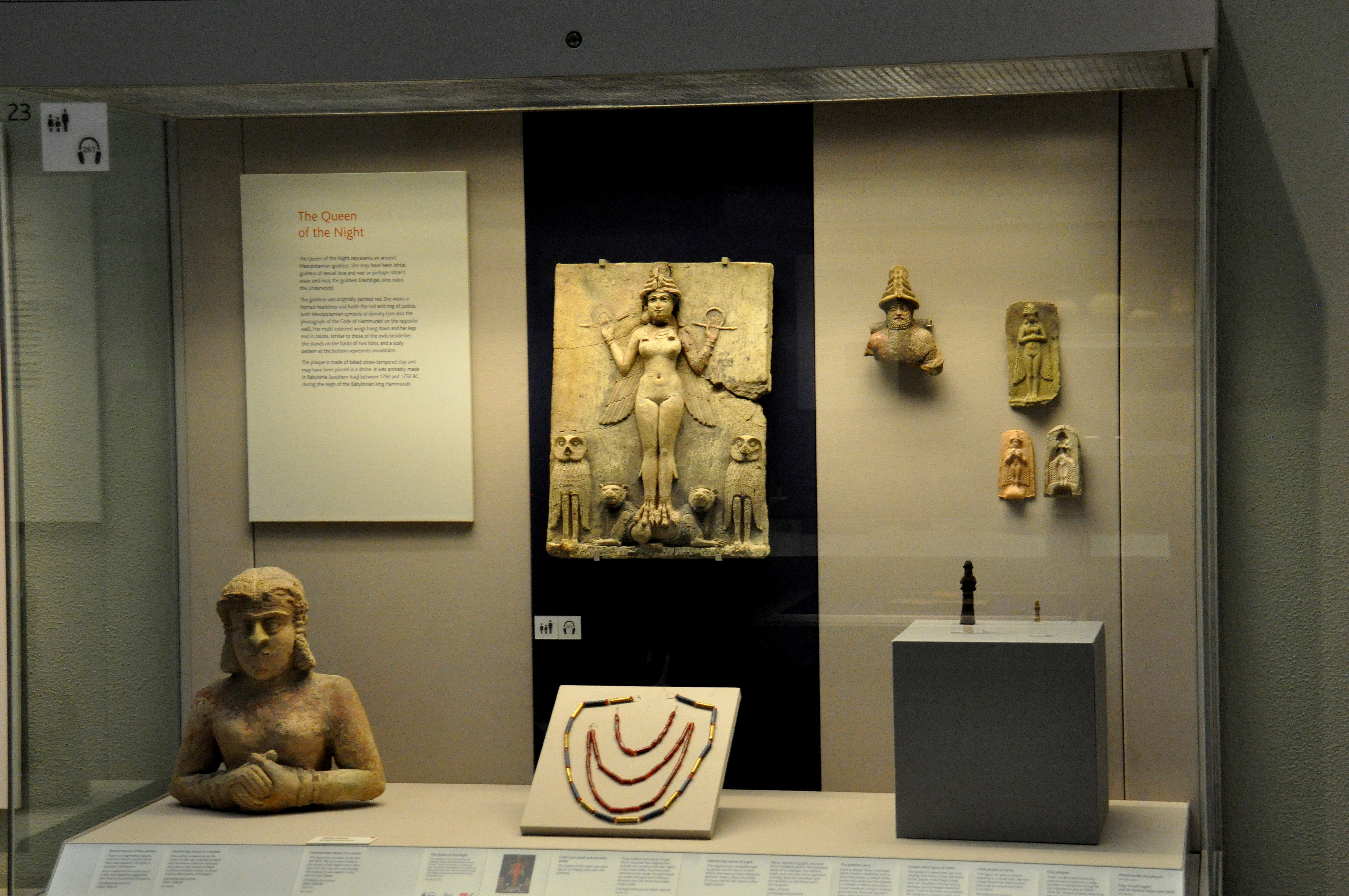
Рельєф Берні у вітрині Британського музею в Лондоні

### Дата і місце походження
Стилістичні порівняння відносять рельєф до періоду Ісін-Ларса або трохи пізніше до початку старовавилонського періоду. Франкфорт особливо відзначає стилістичну подібність зі скульптурною головою чоловічого божества, знайденою в Урі, яку Коллон вважає «настільки близькою до Цариці Ночі за якістю, майстерністю та іконографічними деталями, що цілком могла походити з тієї ж майстерні». Таким чином, Ур є одним із можливих міст походження рельєфу, але не єдиним: Едіт Порада вказує на віртуальну ідентичність стилю пучка волосся лева з тією ж деталлю, яку можна побачити на двох фрагментах глиняних табличок, розкопаних у Ніппурі. І Агнес Спайкет повідомила про подібне намисто на фрагменті, знайденому в Ісіні.

### Релігія
Розмір таблички свідчить про те, що вона належала до храму, можливо, як об'єкт поклоніння; ймовірно, він був вмонтований у стіну з глинобитної цегли. Таке святилище могло бути виділеним місцем у великому приватному будинку чи іншому будинку, але не головним осередком поклоніння в одному з міських храмів, який містив би круглі зображення богів. Месопотамські храми того часу мали прямокутну келлу, часто з нішами по обидва боки. За словами Торкільда Якобсена, ця святиня могла бути розташована всередині публічного будинку.

### Мистецтвознавство

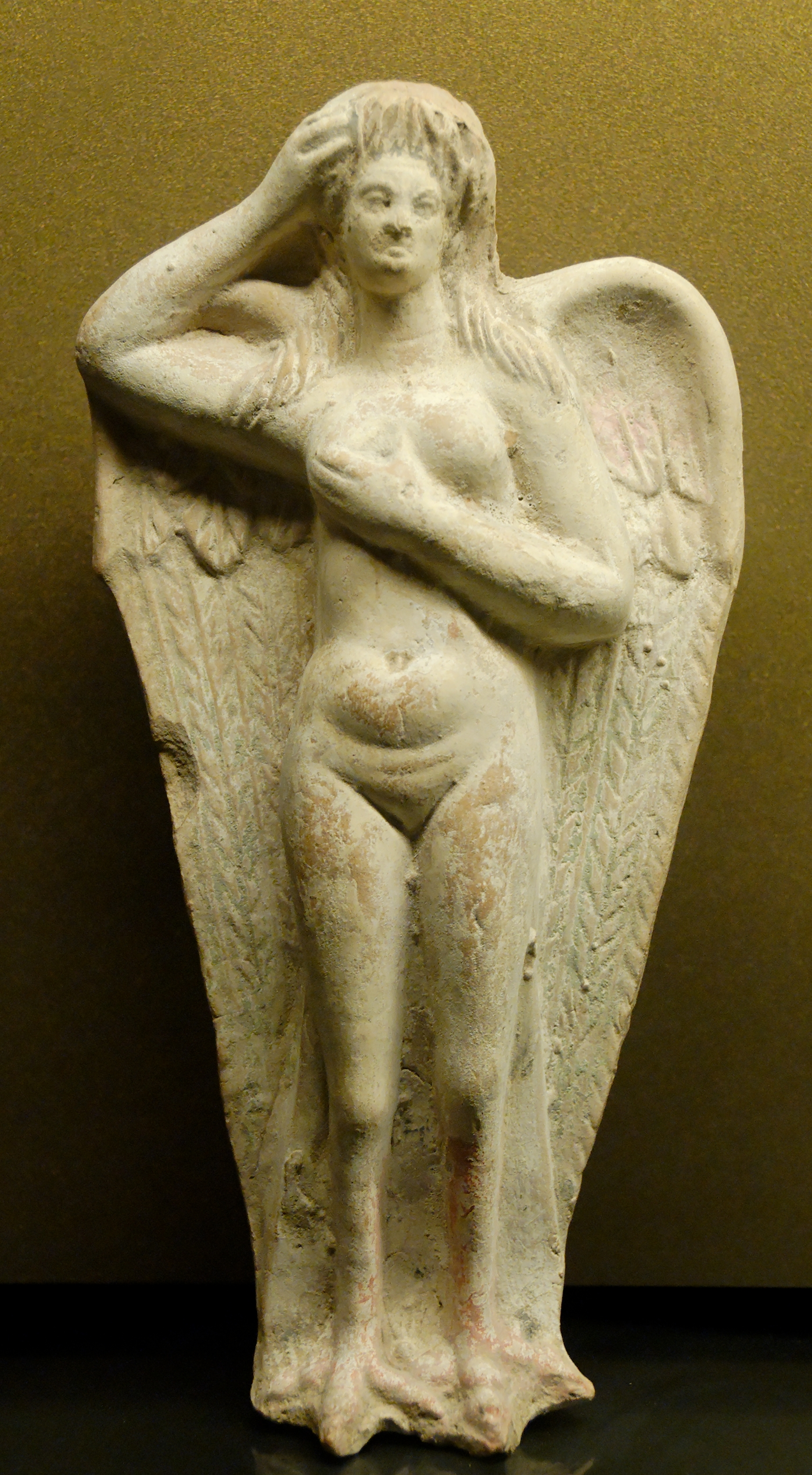
Лита теракотова похоронна фігура сирени, виготовлена в Міріні (Місія), 1 століття до н.

ППорівняно з тим, наскільки важливою була релігійна практика в Месопотамії, і порівняно з кількістю храмів, що там існували, збереглося дуже мало культових фігур. Це, звичайно, не пов'язано з браком художньої майстерності: «Баран у хащах» показує, наскільки складними могли бути такі скульптури навіть за 600—800 років до того. Це також не через відсутність інтересу до релігійної скульптури: божества та міфи всюдисущі на циліндричних печатках і кількох стелах, кудуррусах і рельєфах, які збереглися. Скоріше здається правдоподібним, що головні фігури поклоніння в храмах і святинях були виготовлені з настільки цінних матеріалів, що не змогли уникнути розграбування під час численних змін влади, які пережив регіон. Рельєф Берні порівняно простий, тому зберігся. Фактично, рельєф є одним із лише двох існуючих великих фігурних зображень старовавилонського періоду. Інше — це верхня частина Кодексу Хаммурапі, який насправді був знайдений в Еламських Сузах, куди він був привезений як здобич.
Статичне, фронтальне зображення характерне для релігійних зображень, призначених для поклоніння. Симетричні композиції поширені в мистецтві Месопотамії, коли контекст не є оповідним. Найчастіше зустрічаються тричастинні композиції із зображенням бога та двох інших фігур, але існують і п'ятичастинні композиції. У цьому відношенні рельєф відповідає усталеним конвенціям. З точки зору зображення, божество виліплене з натуралістичною, але «скромною» оголеністю, що нагадує скульптури єгипетських богинь, які виліплені з чітко окресленим пупком і лобком, але без деталей; там нижній поділ сукні вказує на те, що передбачається якесь прикриття, навіть якщо воно і не приховує. У типовій статуї цього жанру фараон Мікерина та дві богині, Хатхор і Бат, зображені в людській формі та виліплені натуралістично, як і на рельєфі Берні; насправді Хатхор набула рис королеви Хамерернебті II. Зображення антропоморфного бога як натуралістичної людини — новаторська мистецька ідея, яка цілком могла поширитися з Єгипту до Месопотамії, як і низка концепцій релігійних обрядів, архітектури, «бенкетних дощечок» та інших мистецьких новацій раніше. У цьому відношенні рельєф Берні демонструє явний відхід від схематичного стилю чоловіків і жінок, що поклоняються, які були знайдені в храмах періодів приблизно 500 років тому. Він також відрізняється від наступного основного стилю в регіоні: ассирійського мистецтва з його жорсткими, детальними зображеннями, переважно сцен війни та полювання.

Надзвичайна збереженість фігурного типу, незважаючи на те, що інтерпретації та культовий контекст змінювалися протягом наступних століть, виражається литою теракотовою похоронною фігурою І століття до нашої ери, з Міріни на узбережжі Мізії в Малій Азії, де вона була розкопана Французькою школою в Афінах, 1883; теракота зберігається в Музеї Лувру (на малюнку ліворуч).

Порівняння
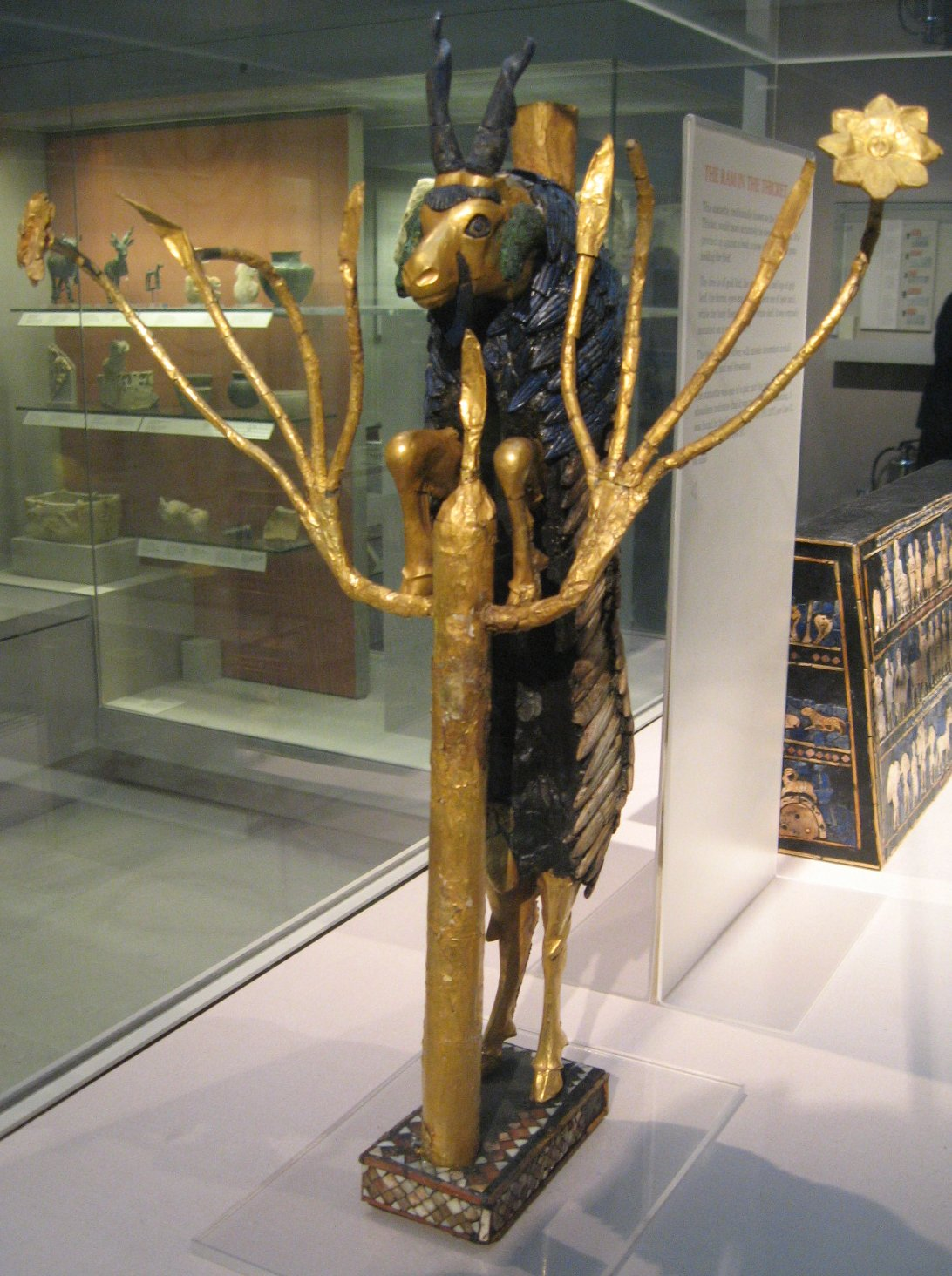
Приклад складної шумерської скульптури: «Баран у хащах», розкопаний Леонардом Вуллі на царському кладовищі Ура і датований приблизно 2600-2400 роками до нашої ери. Дерево, сусальне золото, лазурит і мушля. Британський музей, ME 122200.
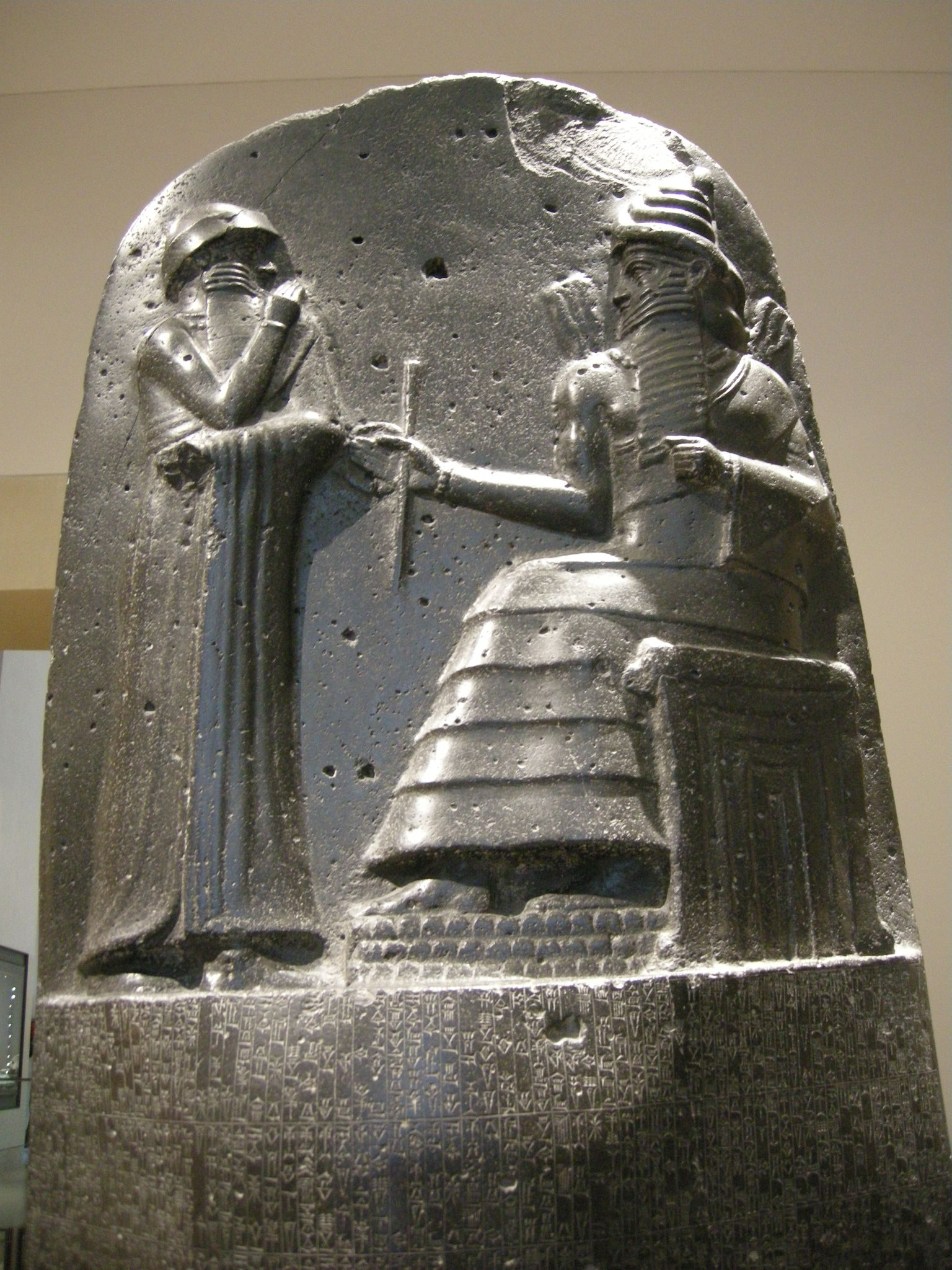
Єдине інше велике зображення того часу, що збереглося: верхня частина Кодексу Хаммурапі, бл. 1760 рік до нашої ери. Хаммурапі перед богом сонця Шамашем. Зверніть увагу на чотирирівневий головний убір із рогами, символ жезла й кільця та візерунок гірського хребта під ногами Шамаша. Чорний базальт. Лувр, Сб 8.
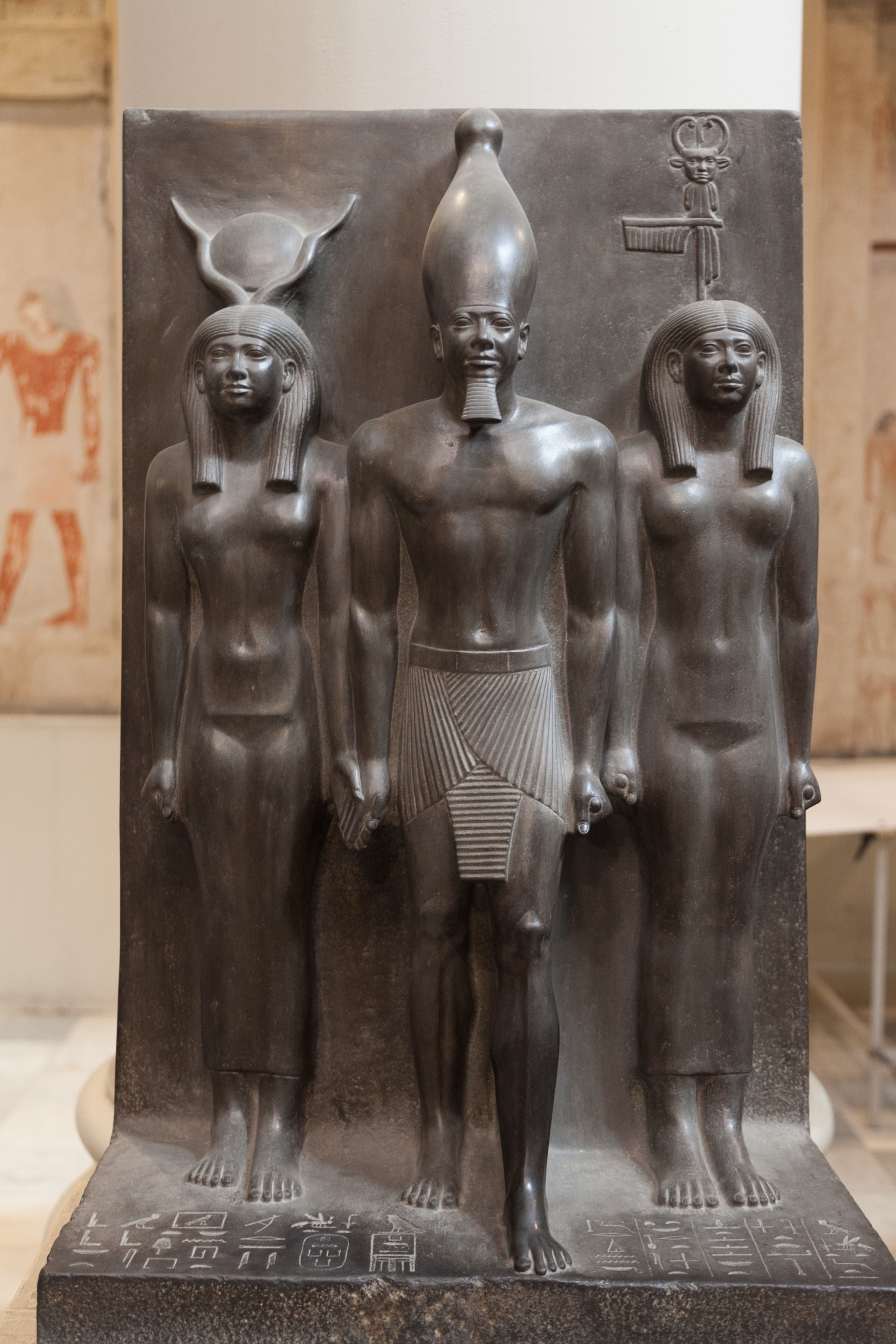
Зображення богині в єгипетських пам'ятниках: у цій тріаді єгипетська богиня Хатхор (ліворуч) і богиня ному Бат (праворуч) ведуть фараона Мікерина (посередині). Єгипет, Четверта династія, близько 2400 р. до нашої ери. Грейвак. Каїрський музей.
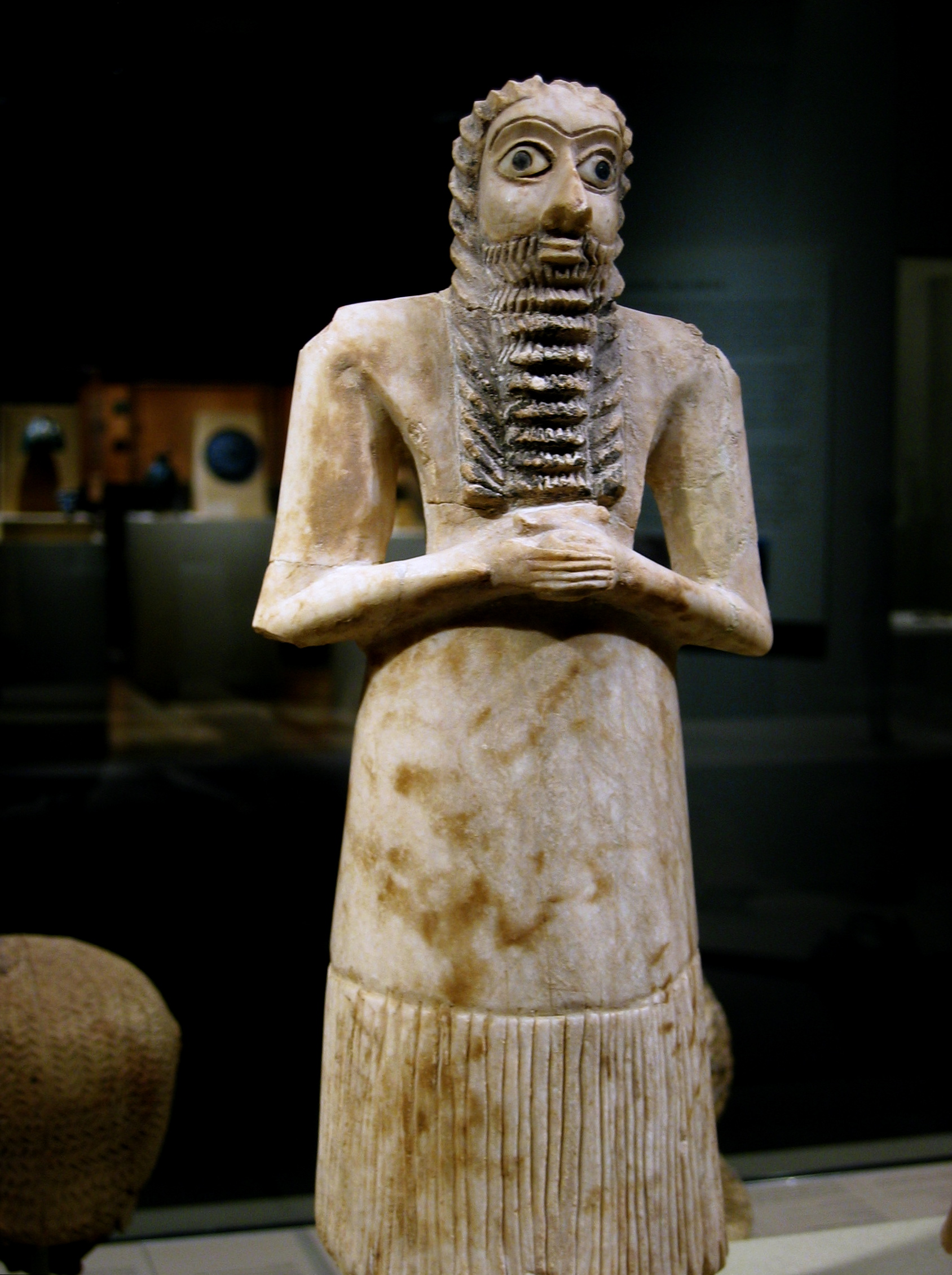
Типове зображення ІІІ тисячоліття до н. е. Месопотамський шанувальник, Ешнунна, близько 2700 року до нашої ери. Алебастр. Метрополітен-музей 40.156.
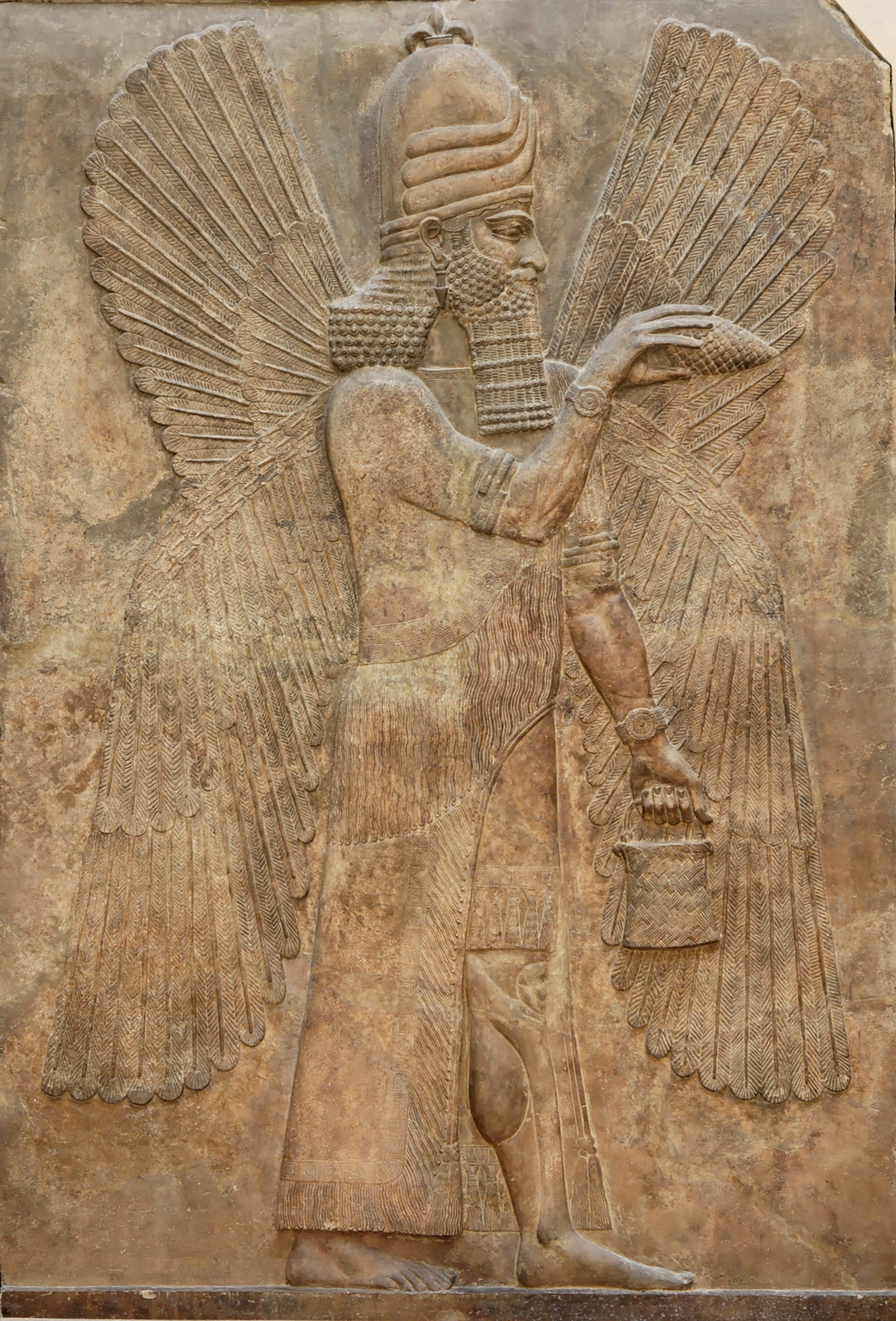
Зображення божества на ассирійському рельєфі. Благословляючий джин, близько 716 р. до н.е. Рельєф з палацу Шаррукіна II. Лувр AO 19865

Порівняно з творами образотворчого мистецтва того ж часу, рельєф досить добре вписується у стиль зображення та багату іконографію. Зображення нижче презентують більш ранні, сучасні та дещо пізніші приклади зображень жінок і богинь.

Сучасники
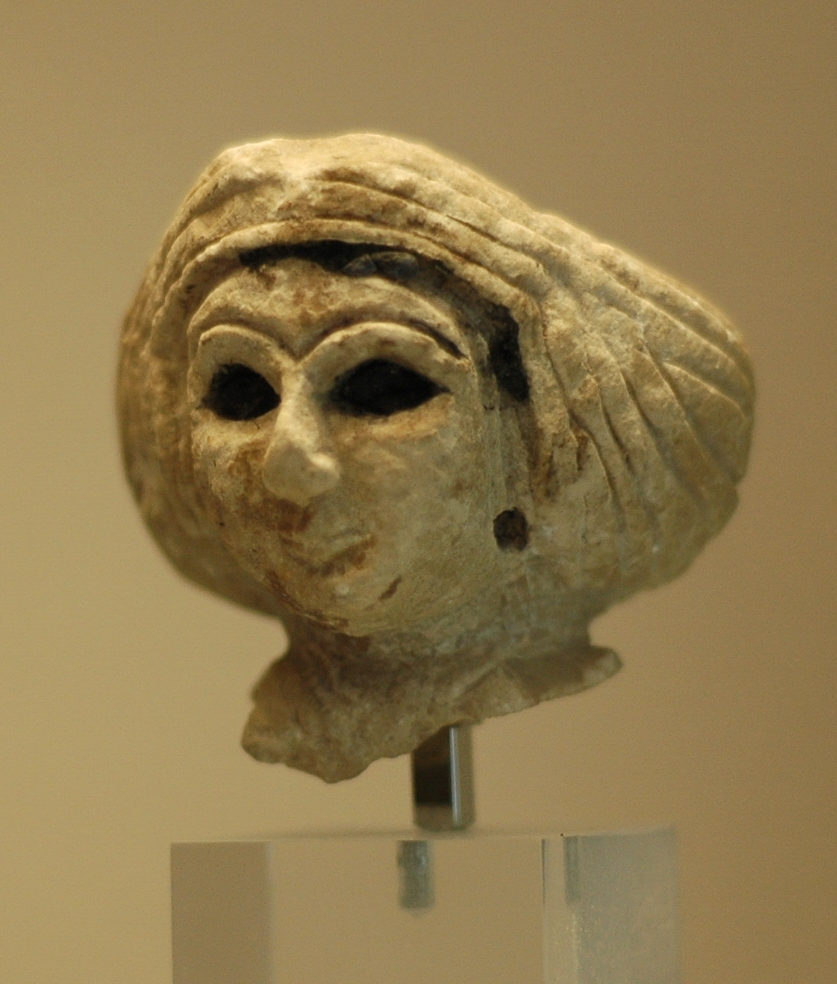
Жінка. Храм Іштар в Марі (між 2500 і 2400 роками до н.е.), Лувр AO 17563
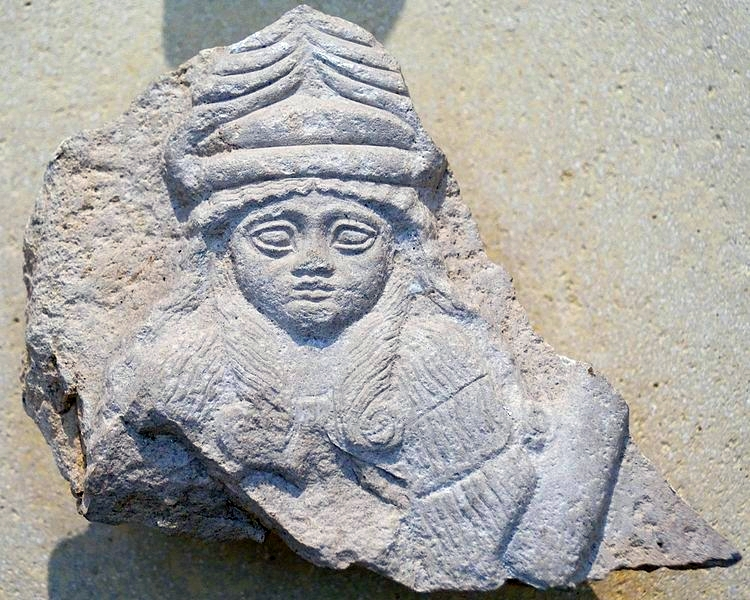
Богиня Бау, неошумерська (бл. 2100 р. до н.е.), Теллох, Лувр, AO 4572
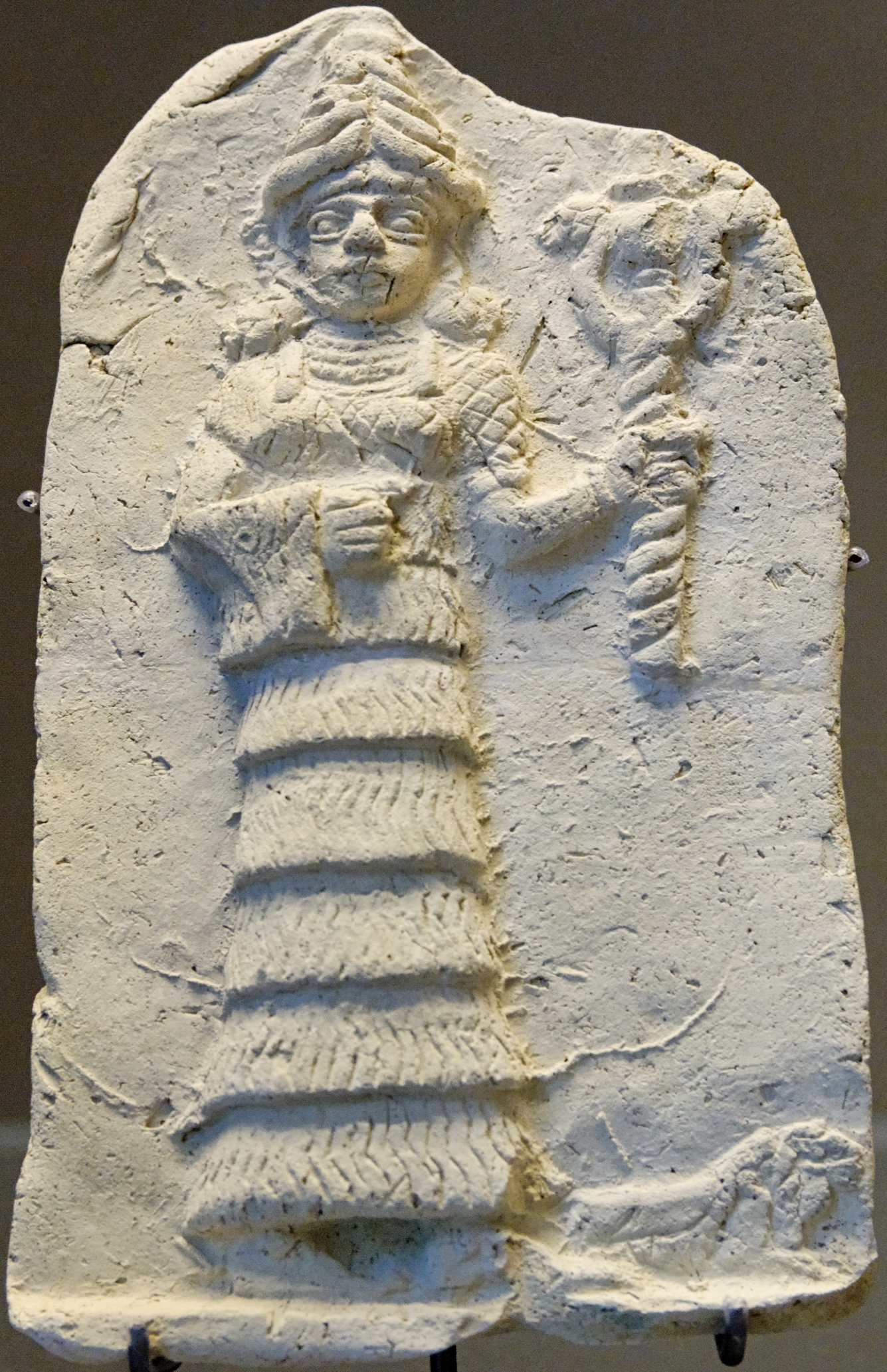
Іштар. Лита бляшка, Ешнунна, початок 2 тис. до н.е. Лувр, AO 12456
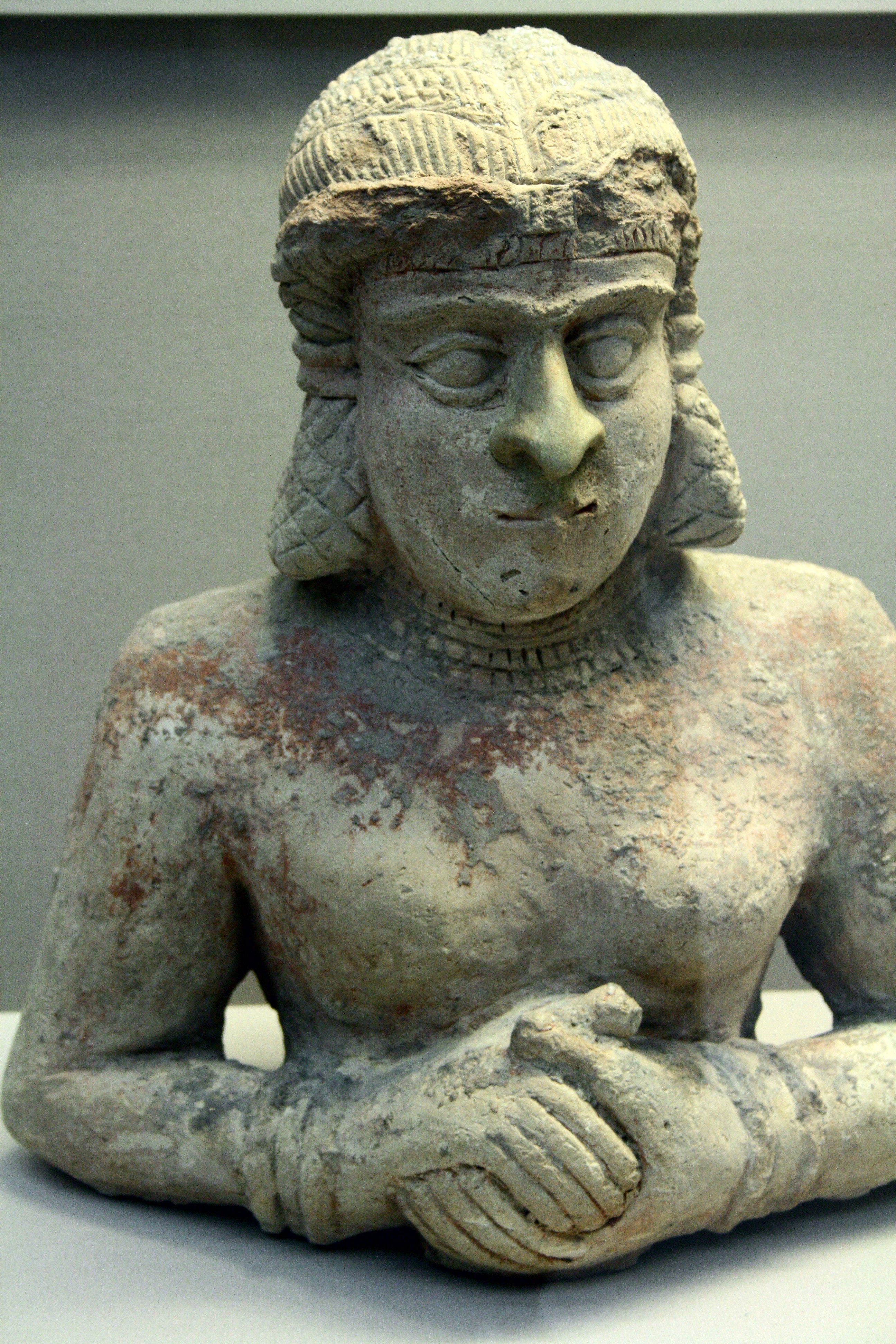
Жінка, з храму. Старовавилонський період. Британський музей ME 135680
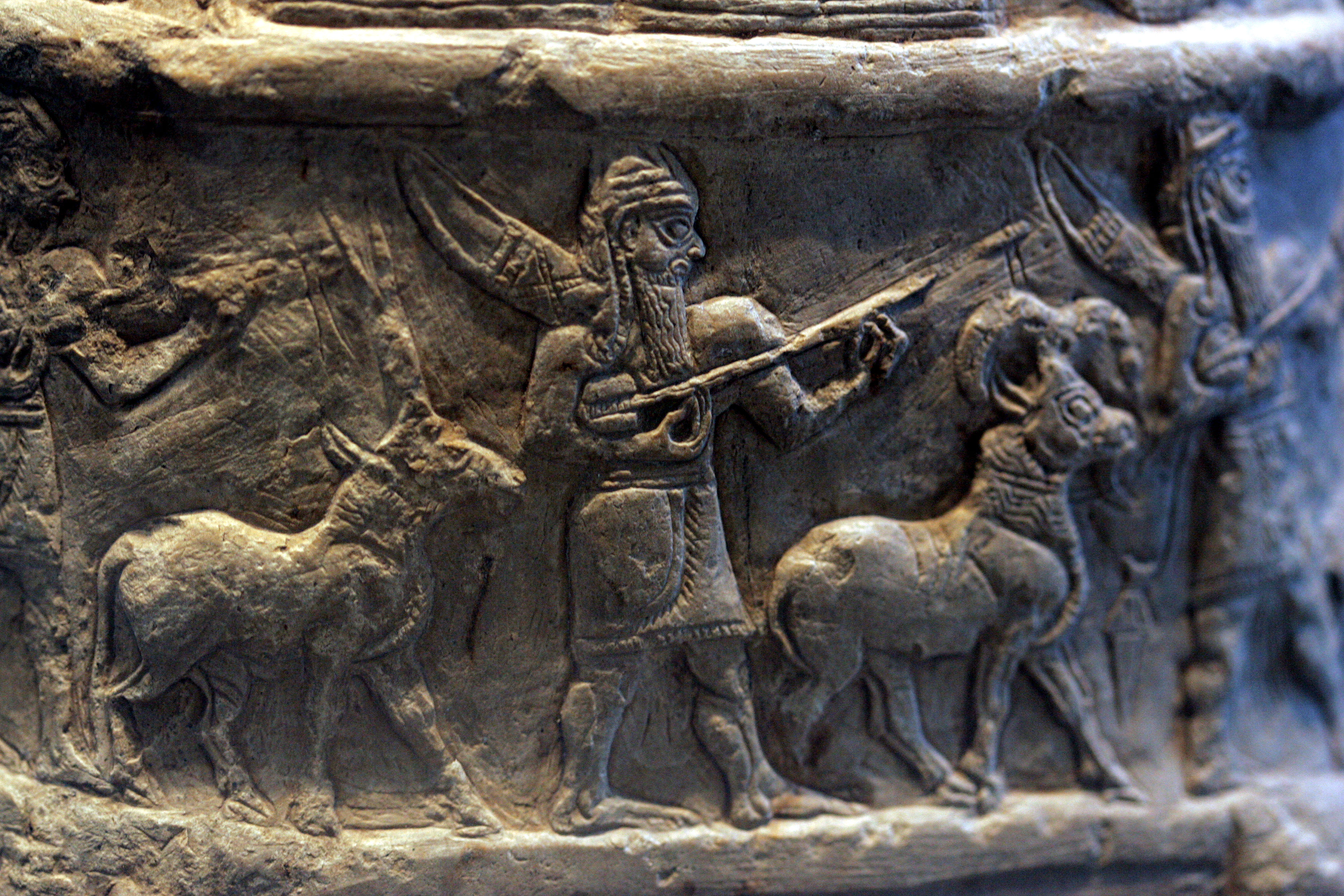
Каситський період (між бл. 1531 р. до н.е. та бл. 1155 р. до н.е.)
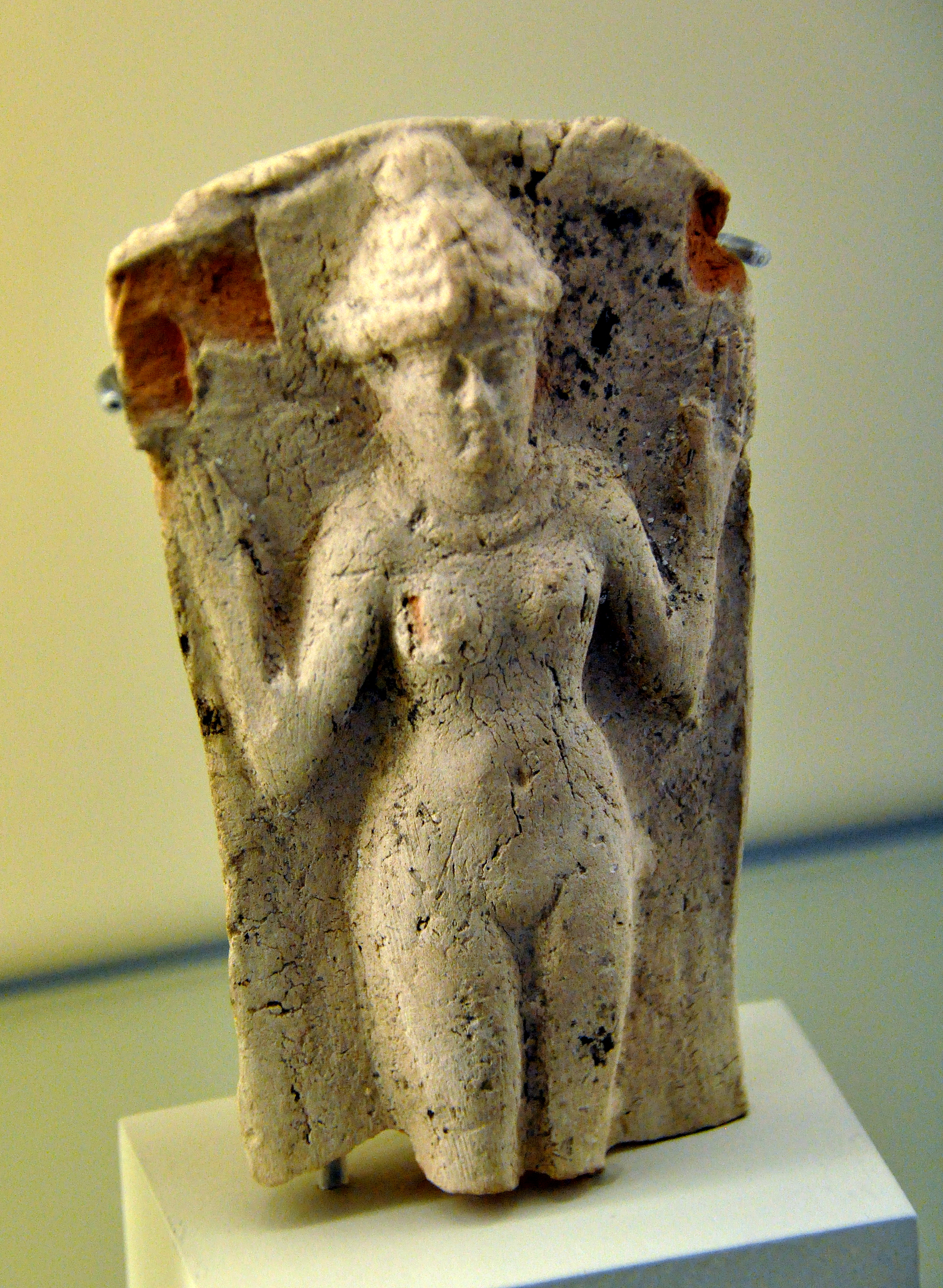
Табличка старовавилонського періоду із зображенням богині Іштар з Південної Месопотамії, Ірак, виставлена в Пергамському музеї
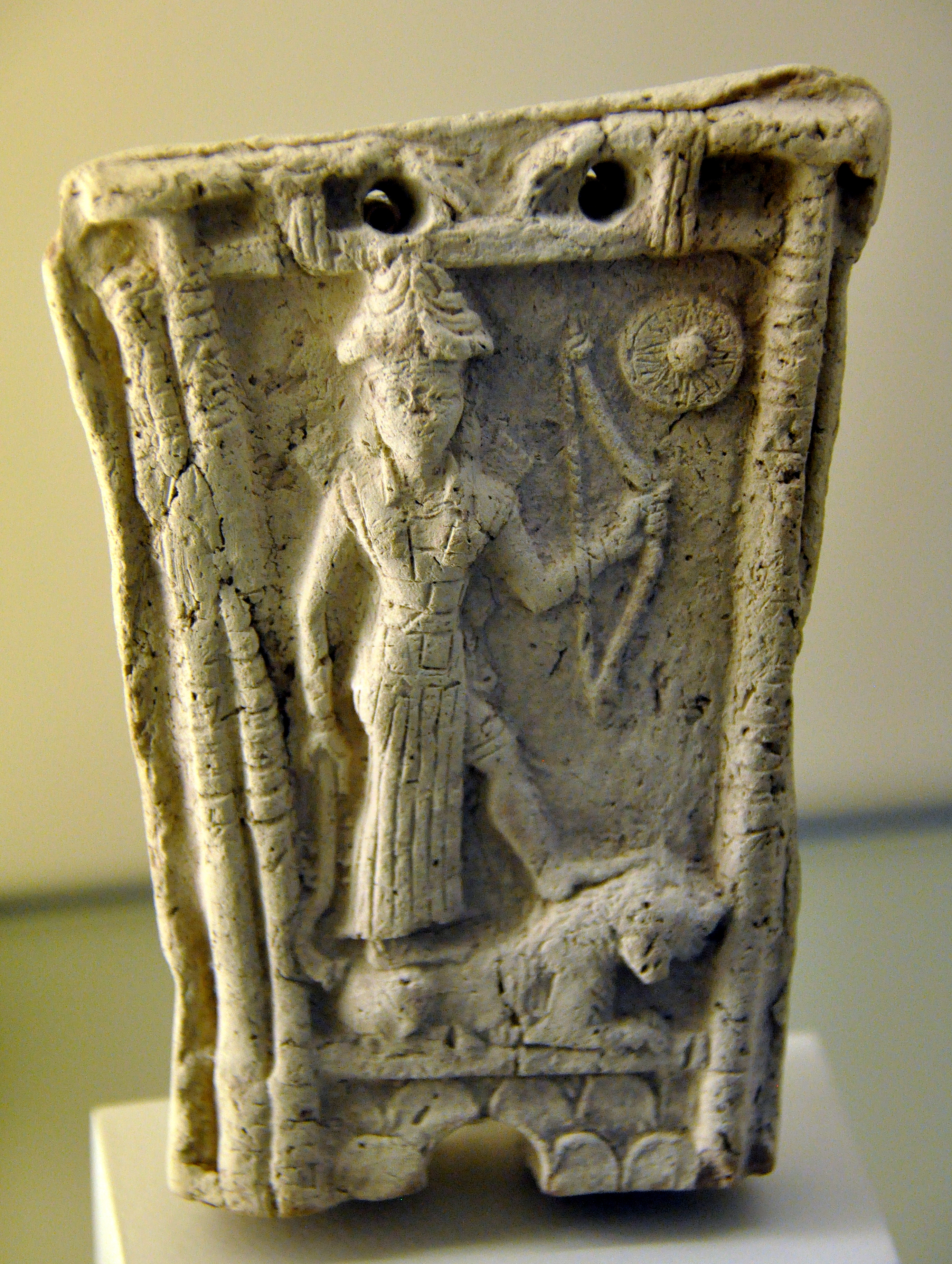
Богиня Іштар стоїть на леві і тримає лук, символ бога Шамаша у верхньому правому куті, з Південної Месопотамії, Ірак

### Іконопис

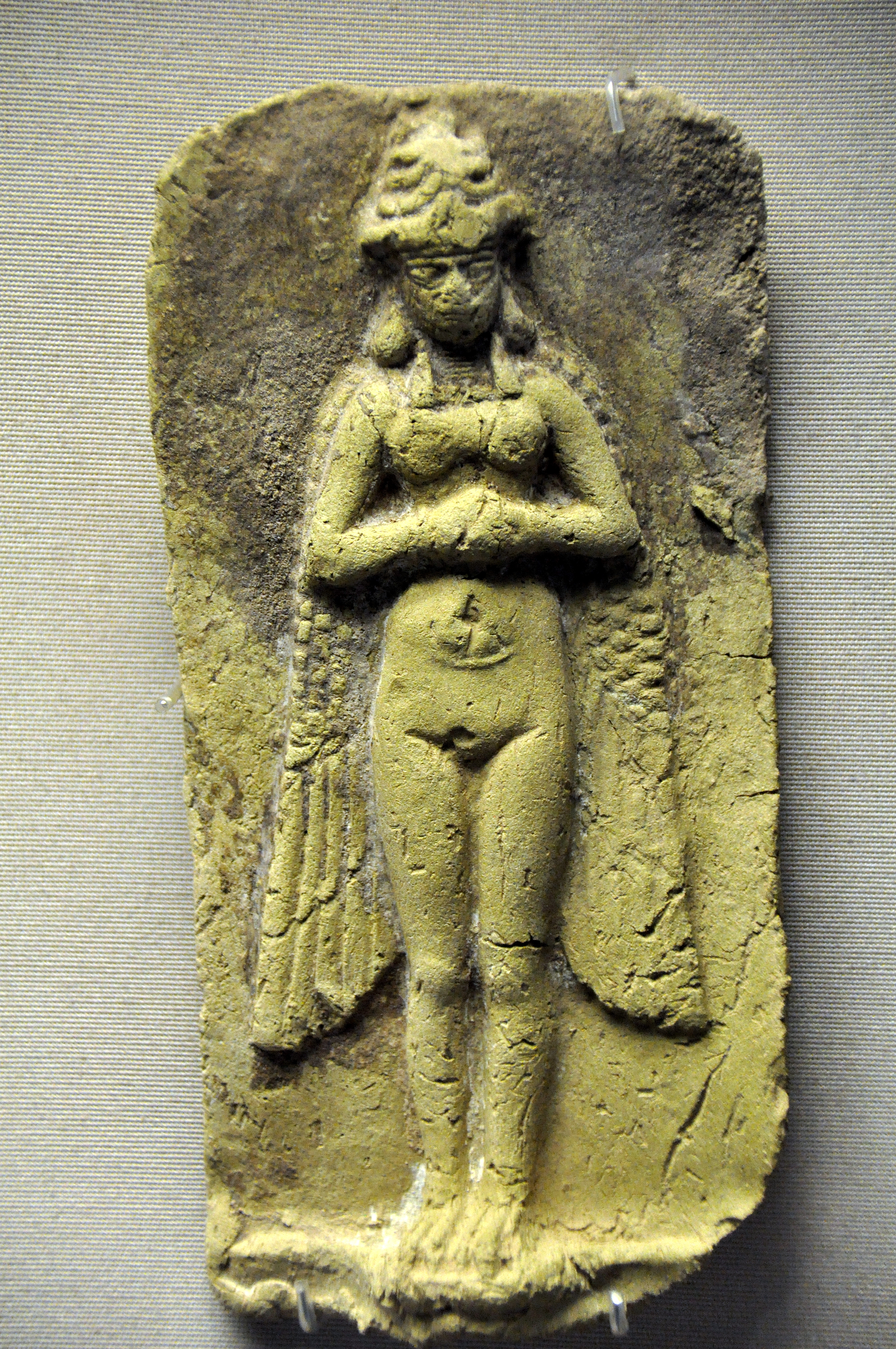
Пресована табличка з обпаленої глини. На ній зображено оголену, рогату та крилату жіночу фігуру (божество) з кігтеподібними ногами. Її руки складені на грудях (на відміну від фігури на рельєфі з Бурнея). Старо-вавилонський період, з Іраку. Британський музей

Месопотамська релігія визнає буквально тисячі божеств, і для близько дюжини визначено різні іконографії. Рідше богів ідентифікують за допомогою письмового напису або присвяти; такі написи призначалися лише для грамотної еліти. Створюючи релігійний об'єкт, скульптор не був вільний створювати нові образи: зображення божеств, їхні атрибути та контекст були такою ж частиною релігії, як і ритуали та міфологія. Дійсно, новаторство і відхилення від прийнятого канону могло вважатися культовим злочином.  Велика ступінь подібності, яка виявлена на табличках і печатках, свідчить про те, що детальні іконографії могли базуватися на відомих культових статуях; вони створили візуальну традицію для таких похідних творів, але зараз втрачені. Проте виявляється, що рельєф Берні був продуктом такої традиції, а не її джерелом, оскільки його композиція унікальна.

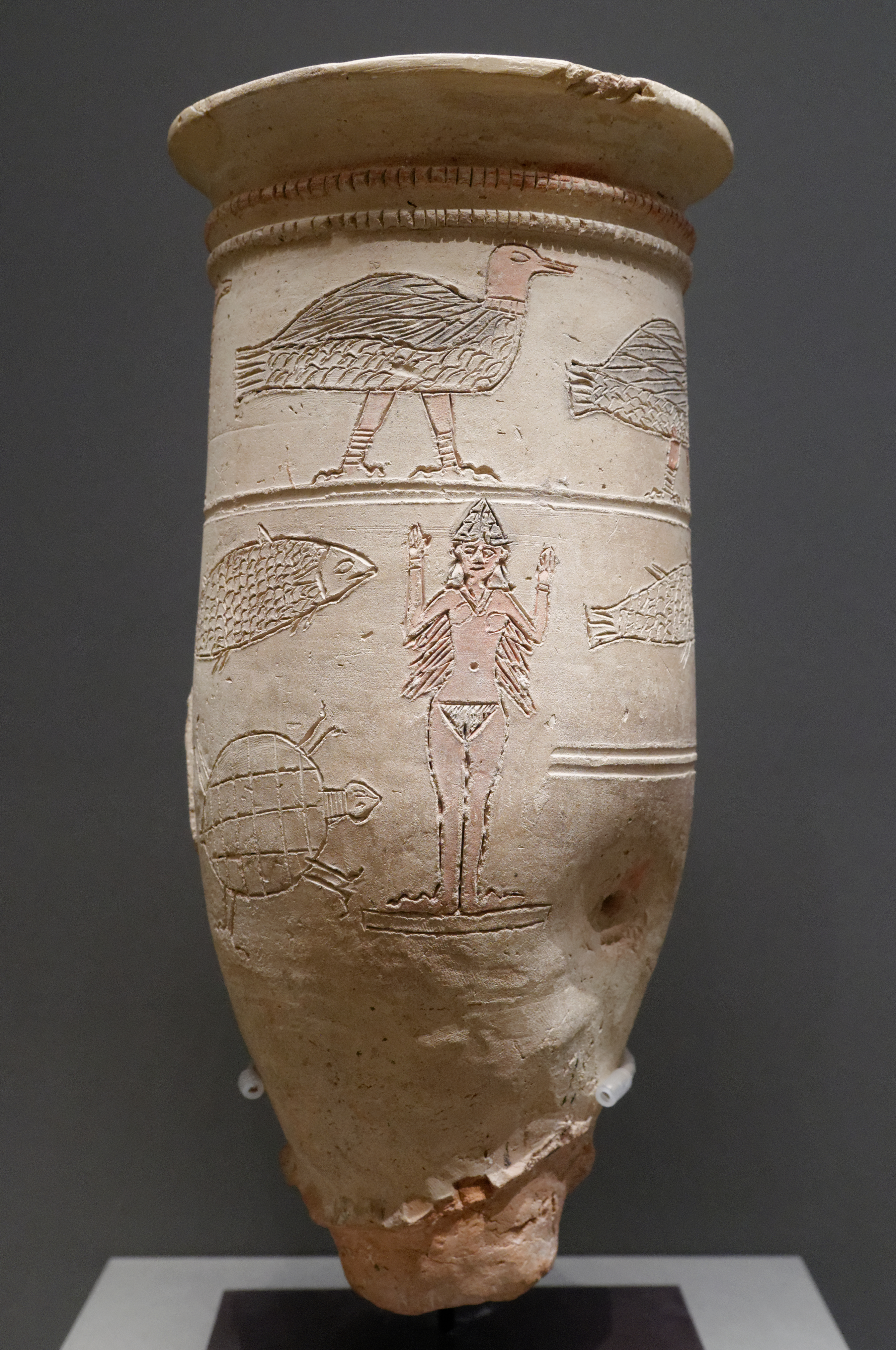
«Ваза Іштар», початок ІІ тисячоліття до н. е., Ларса. Зверніть увагу, як схематичне зображення ніг богині співвідноситься з лапками птахів, що крокують над нею. Лувр, близько 1700 року.

Фронтальна презентація божества доречна для таблички поклоніння, оскільки це не просто «зображувальне посилання на бога», а «символ його присутності». Оскільки рельєф є єдиною існуючою табличкою, призначеною для поклоніння, ми не знаємо, чи це взагалі правда. Але це конкретне зображення богині представляє специфічний мотив: оголену богиню з крилами та пташиними лапками. Подібні зображення були знайдені на ряді табличок, на вазі з Ларси і принаймні на одній циліндровій печатці; вони всі приблизно з одного періоду часу. У всіх випадках, крім одного, вид спереду, оголеність, крила та рогата корона є рисами, які зустрічаються разом; таким чином, ці зображення іконографічно пов'язані між собою в представленні конкретної богині. Крім того, приклади цього мотиву є єдиними існуючими прикладами оголеного бога чи богині; всі інші зображення богів одягнені. Ноги птаха не завжди добре збереглися, але немає контрприкладів оголеної крилатої богині з людськими ногами.

#### Рогата корона
Рогата корона — зазвичай чотириярусна — є найзагальнішим символом божества в месопотамському мистецтві. Її носять як чоловічі, так і жіночі боги. У деяких випадках «менші» боги носять корони лише з однією парою рогів, але кількість рогів, як правило, не є символом «рангу» чи важливості. Форма, яку ми бачимо тут, — це стиль, популярний у неошумерські часи і пізніше; на більш ранніх зображеннях роги виступають з конічного головного убору.
Крилаті боги, інші міфологічні істоти і птахи часто зображуються на циліндричних печатках і стелах, починаючи з ІІІ тисячоліття і аж до ассирійців. Відомі як двокрилі, так і чотирикрилі фігури, крила яких найчастіше розгорнуті в сторони. Розпростерті крила є частиною одного типу зображення Іштар. Однак специфічне зображення звисаючих крил оголеної богині, можливо, розвинулося від того, що спочатку було накидкою.
Цей символ із стрижнем і кільцем може зображати інструменти вимірювання будівельника чи архітектора або символічне зображення цих інструментів. Його часто зображують на циліндричних печатках і стелах, де його завжди тримає бог – зазвичай Шамаш, Іштар, а на пізніших вавилонських зображеннях також Мардук — і часто поширювався на царя.
Леви в основному асоціюються з Іштар або з чоловічими богами Шамашем або Нінуртою. У месопотамському мистецтві леви майже завжди зображуються з роззявленими пащами. Г. Франкфорт припускає, що рельєф з Бурнея демонструє модифікацію звичайного канону, пов'язану з тим, що леви повернуті до молільника: леви могли б виглядати недоречно загрозливими, якби їхні пащі були відкритими. У мистецтві Месопотамії немає жодних інших прикладів зображення сов в іконографічному контексті, а також немає текстових посилань, які прямо асоціюють сов із певним богом чи богинею. Бог, що стоїть або сидить на візерунку терезів, є типовою декорацією для зображення теофанії. Він асоціюється з богами, які мають певний зв'язок з горами, але не обмежується якимось одним божеством зокрема.

## Ідентифікація
Фігуру спочатку ідентифікували як зображення Іштар (Інанни), але майже відразу ж були висунуті інші аргументи:

### Ліліту

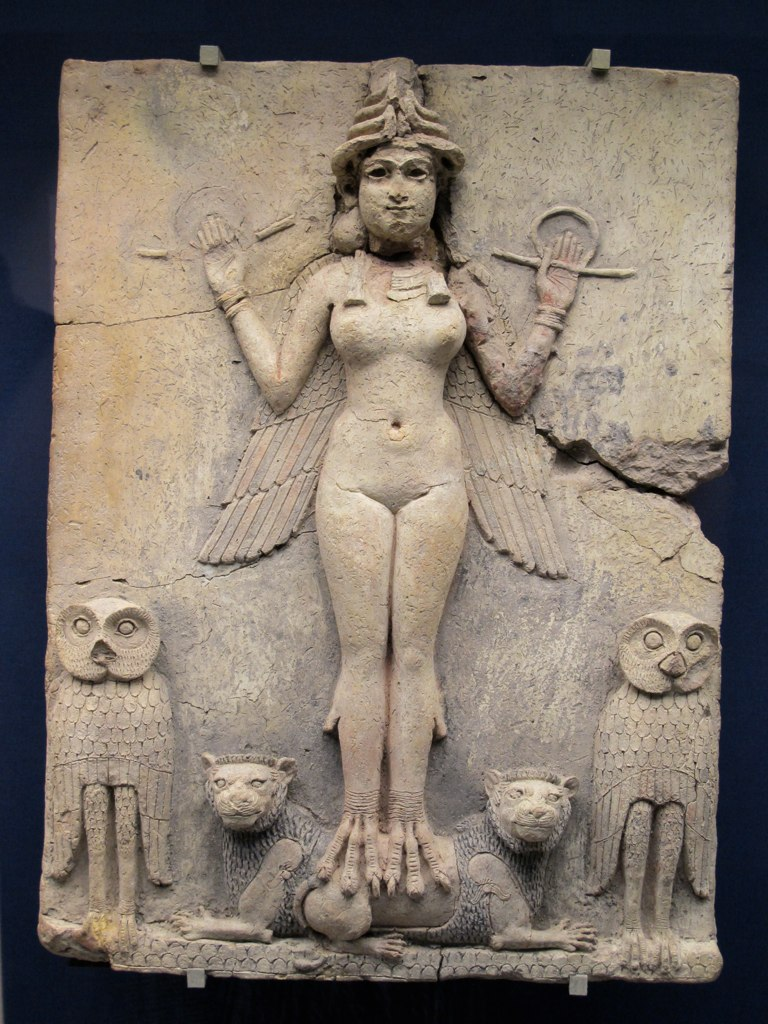
Інша фотографія рельєфу

Ідентифікація рельєфу як зображення «Ліліт» стала основною частиною популярних писань на цю тему. Рафаель Патаї (1990) вважає, що цей рельєф є єдиним існуючим зображенням шумерської жінки-демона під назвою ліліту і, таким чином, визначає іконографію ліліту. Цитати щодо цього твердження сходять до Анрі Франкфорта (1936). Сам Франкфорт засновував свою інтерпретацію божества як демона Ліліт на наявності крил, пташиних ніг і зображенні сов. Він цитує вавилонський епос про Гільгамеша як джерело того, що такі «істоти є мешканцями країни мертвих». У цьому тексті зовнішній вигляд Енкіду частково змінюється на вигляд пернатої істоти, і його ведуть до підземного світу, де живуть створіння, які «схожі на птахів, у одязі з пір'я». Цей уривок відображає віру шумерів у підземний світ, і Франкфурт наводить докази того, що Нергал, правитель підземного світу, зображений із пташиними лапками та закутаний у сукню з пір'ям.
Однак сам Франкфорт не ідентифікував фігуру з Ліліт; натомість він цитує Еміля Кралінга (1937). Крелінг вважає, що фігура - «надлюдська істота нижчого порядку»; він не пояснює, чому саме. Далі він стверджує: «Крила […] регулярно вказують на демона, пов'язаного з вітром», і «сови цілком можуть вказувати на нічні звички цього жіночого демона». Він виключає Ламашту та Пазузу як кандидаток на демонів і стверджує: «Можливо, ми маємо тут третє представлення демона. Якщо так, то це має бути Ліліту […] демониця злого вітру», на ім'я ki-sikil-lil-la (буквально «діва вітру» або «діва-примара», а не «прекрасна діва», як стверджує Крелінг). Цей кі-сікіл-ліл є антагоністом Інанни (Іштар) у короткому епізоді епосу про Гільгамеша, який цитується і Крелінгом, і Франкфортом як додатковий доказ ідентифікації Ліліт, хоча цей додаток також зараз оспорюється. У цьому епізоді на святе дерево Хулуппу Інанни вторглися злі духи. Франкфорт цитує попередній переклад Гадда (1933): «посеред Ліліт побудувала дім, вересклива служниця, радісна, яскрава цариця Неба». Однак у сучасних перекладах замість цього є: «У його стовбурі служниця-примара збудувала собі житло, служниця, яка сміється з радісним серцем. Але свята Інанна плакала». Попередній переклад має на увазі асоціацію демона Ліліт із верескливою совою і водночас стверджує її богоподібну природу; сучасний переклад не підтримує жодного з цих атрибутів. Справді, Сиріл Дж. Гадд (1933), перший перекладач, пише: «ardat-lilî (oksicil-lil) ніколи не асоціюється з совами у вавилонській міфології» і «єврейські традиції щодо Ліліт у цій формі, здається, пізні та не мають великого авторитету». Ця єдина лінія доказів, яка розглядається як фактичний доказ ототожнення рельєфу Берні з «Ліліт», могла бути мотивована пізнішими асоціаціями «Ліліт» у пізніших єврейських джерелах.
Асоціація Ліліт із совами в пізнішій єврейській літературі, такій як «Пісні Мудреця» (І ст. до н. е.) і Вавилонський Талмуд (V ст. н. е.), походить від посилання на ліліт серед списку птахів і тварин пустелі в Ісаї (VII ст. до н. е.), хоча деякі вчені, такі як Блер (2009) вважають, що доталмудичні згадки Ісаї не є надприродними, і це відображено в деяких сучасних перекладах Біблії:
Ісаї 34:13 Терня виросте над його твердинями, кропива та будяки в його фортецях. Він буде притулком для шакалів, оселею для страусів. 14 І дикі звірі будуть зустрічатися з гієнами, і дикий цап буде кричати до свого товариша, і справді, там оселиться нічний птах (ліліт), і знайде собі місце для спочинку. 15 Там сова гніздиться, і висиджує, і виводить, і збирає своє потомство в тіні своїй; справді, там збираються яструби, кожний зі своєю парою. (ESV)
Сьогодні ототожнення рельєфу Берні з Ліліт ставиться під сумнів і ця фігура зараз зазвичай ідентифікується як богиня кохання та війни.

### Іштар
50 років потому Торкільд Якобсен суттєво переглянув цю інтерпретацію та визначив фігуру як Інанну (аккадською: Іштар) в аналізі, який в основному базується на текстових доказах. За словами Якобсена:
- Гіпотеза про те, що ця табличка була створена для поклоніння, робить малоймовірним, що на ній був зображений демон. У месопотамській релігійній практиці демони не мали культу, оскільки демони «не знають їжі, не знають пиття, не їдять борошняних приношень і не п'ють визвольних напоїв».[nb 16] Тому «з ними не можна було встановити жодних стосунків давати і брати»;
- Рогата корона є символом божественності, і той факт, що вона чотирирівнева, свідчить про одного з головних богів месопотамського пантеону;
- Інанна була єдиною богинею, яку асоціювали з левами. Наприклад, у гімні Енхедуанни конкретно згадується «Інанна, що сидить на схрещених (або запряжених) левах»;[nb 17]
- Богиня стоїть на горах. За текстовими джерелами, дім Інанни був на Кур-муш, гірських хребтах. Іконографічно інші боги також зображувалися на гірських шкалах, але є приклади, коли Інанна зображена на гірському візерунку, а інший бог ні, тобто візерунок справді іноді використовувався для ідентифікації Інанни.
- Символ жезла та кільця, її намисто та перука — все це атрибути, які прямо згадуються в міфі про сходження Інанни в загробний світ.
- Якобсен цитує текстові докази того, що аккадське слово eššebu (сова) відповідає шумерському слову ninna, а шумерськеD nin-ninna (Божественна леді ninna) відповідає аккадському Ishtar. Шумерське ninna також можна перекласти як аккадське kilili, що також є ім'ям або епітетом для Іштар. Інанна/Іштар як повія або богиня повій була добре відомою темою в месопотамській міфології, і в одному тексті Інанна називається kar-kid (повія) і ab-ba-[šú]-šú, що аккадською мовою буде передано кілілі. Таким чином, здається, що існує група метафор, що пов'язують повію, сову та богиню Інанну/Іштар; це могло б зіставити найзагадковіший компонент рельєфу з добре відомим аспектом Іштар. Якобсен приходить до висновку, що цього посилання було б достатньо, щоб пояснити кігті та крила, і додає, що оголеність може вказувати на те, що рельєф спочатку був будинком-вівтарем у борделі.

### Ерешкігаль
Навпаки, Британський музей визнає можливість того, що рельєф зображує або Ліліт, або Іштар, але віддає перевагу третій ідентифікації: антагоніст Іштар і сестра Ерешкігаль, богиня підземного світу. Ця інтерпретація ґрунтується на тому, що крила не розпростерті, а фон рельєфу спочатку був пофарбований у чорний колір. Якби це була правильна ідентифікація, це зробило б рельєф (і, відповідно, менші таблички із зображенням оголених крилатих богинь) єдиним відомим образним зображенням Ерешкігаль. Едіт Порада, перша, хто запропонувала це ототожнення, пов'язує звисаючі крила з демонами, а потім заявляє: «Якщо пропоноване походження рельєфу Берні в Ніппурі виявиться правильним, зображену на ньому вражаючу демонічну фігуру, можливо, доведеться ототожнювати з жінкою-правителькою мертвих або з іншою головною фігурою старовавилонського пантеону, яку іноді асоціювали зі смертю». Порада не надала жодних підтверджуючих доказів, але інший аналіз, опублікований у 2002 році, прийшов до такого ж висновку. Е. фон дер Остен-Сакен описує докази слабко розвиненого, але все ж існуючого культу Ерешкігаль; вона цитує аспекти подібності між богинями Іштар та Ерешкігаль із текстових джерел — наприклад, вони називаються «сестрами» в міфі про «сходження Інанни в підземний світ» — і, нарешті, вона пояснює унікальний подвоєний символ жезла та кільця таким чином: «Ерешкігаль буде показана тут на піку своєї могутності, коли вона забрала божественні символи у своєї сестри і, можливо, також її розпізнавальних левів».

## Автентичність
У публікації London Illustrated News за 1936 рік «не було сумнівів щодо автентичності» об'єкта, який «був підданий вичерпному хімічному дослідженню», і було показано сліди бітуму, «висохлого таким чином, який можливий лише протягом багатьох століть». Але стилістичні сумніви були опубліковані лише через кілька місяців Д. Опіцом, який зазначив «абсолютно унікальну» природу сов, що не має аналогів у всіх вавилонських фігуративних артефактах. У статті, опублікованій в одному номері, Е. Дуглас Ван Бюрен розглянула приклади шумерського мистецтва, які були розкопані та підтверджені походженням, і представила приклади: Іштар з двома левами, Луврська табличка (AO 6501) оголеної богині на пташиних ногах, що стоїть на двох гірських козлах та подібні дошки, і навіть маленька сова з гематиту, хоча сова є окремим твором і не в іконографічному контексті.
Рік потому Франкфурт (1937) визнав приклади Ван Бюрена, додав кілька власних і дійшов висновку, що рельєф є справжнім. Опіц (Opitz, 1937) погодився з ним, але підтвердив, що іконографія не узгоджується з іншими прикладами, особливо щодо символу жезла та кільця. Ці символи були в центрі уваги Пауліни Албенди (1970), яка знову поставила під сумнів автентичність рельєфу. Згодом Британський музей провів термолюмінесцентне датування, яке відповідало рельєфу, який випалювали в давнину; але метод є неточним, коли зразки навколишнього ґрунту недоступні для оцінки фонового радіаційного рівня. Кертіс і Коллон (1996) опублікували науковий аналіз у спростуванні Альбенди; Британський музей був достатньо переконаний у рельєфі, щоб придбати його в 2003 році. Дискурс, однак, тривав: у своєму обширному повторному аналізі стилістичних особливостей Альбенда ще раз назвала рельєф «пастишем художніх особливостей» і «продовжувала бути не впевненою в його давності». Її аргументи були спростовані у репліці Коллон (Collon, 2007), зокрема, зазначивши, що весь рельєф був створений як єдине ціле, тобто немає жодної можливості, що сучасна фігура або її частини могли бути додані до античного тла; вона також проаналізувала іконографічні зв'язки з творами, що мають доведене походження. У висновку Коллон зазначає: «[Едіт Порада] вірила, що з часом підробка буде виглядати все гірше і гірше, тоді як справжній об'єкт буде ставати все кращим і кращим. […] З роками [Цариця ночі] справді ставала все кращою і кращою, все цікавішою і цікавішою. Для мене вона є справжнім витвором мистецтва давньовавилонського періоду».
У 2008/9 рельєф був включений до виставок про Вавилон у Пергамському музеї в Берліні, Луврі в Парижі та Метрополітен-музеї в Нью-Йорку.

## Уточнення
1. ↑  Такі бляшки мають розмір від 10 до 20 сантиметрів (3,9 до 7,9 дюйм) у найдовшому розмірі. Пор. табличка AO 6501 at the Louvre, табличка BM WA 1994-10-1, 1 at the British Museum, або справжня форма: BM WA 1910-11-12, 4, також в Британському музеї (Curtis 1996)
2. ↑  пор. реконструкцію кольорової гами на сторінці Британського музею
3. ↑  Згідно з Британським музеєм, ця фігура, від якої збереглася лише верхня частина, імовірно, зображує бога сонця Шамаша (див. деталі 1931,1010.2)
4. ↑  пор. Чоловік поклоняється та Жіноча фігура, що стоїть у колекції Метрополітен-музею
5. ↑  Праве крило має вісім махових пер, ліве — сім.
6. ↑  Нижній регістр правого крила розриває біло-червоно-чорну гаму трьох інших регістрів послідовністю білий-чорний-червоний-чорний-білий.
7. ↑  Альбенда (2005) зазначає «крихітне вертикальне заглиблення», але Коллон (2007b) уточнює, що це просто відсутня лусочка над відремонтованим переломом.
8. ↑  Див. малюнок прашиних кігтів
9. ↑  Д. Опіц (1936) інтерпретує цей візерунок гриви як зображення місцевого берберійського лева. Д. Коллон віддає перевагу інтерпретації як спорідненого йому азійського лева і зазначає, що на шкурі в Музеї природдознавства в Лондоні видно характерний завиток у гриві, який часто представлений у месопотамському мистецтві (Collon 2005, 34), а також у єгипетському мистецтві (пор. підголовник Тутанхамона).
10. ↑  До корінних сов Іраку без вушних пучків належить сипуха крапчаста — саме її Д. Коллон вважає зображеною на рельєфі (Collon 2005, 36) – сич хатній (Athene noctua lilith) і сова сіра (Strix aluco).
11. ↑  Таким чином, рельєф не є ні шумерським, ні аккадським — це було б ще раніше; ні ассирійським, що дозволило б віднести його до північної Месопотамії.
12. ↑  Пор. таблички 142:8 та 142:10 у МакКровна 1978. Шляхом стратифікації з датованими глиняними табличками, один з цих подібних фрагментів був віднесений до періоду Ісін-Ларса (датований між 2000 і 1800 рр. до н. е.), інший — до сусіднього старовавилонського періоду (датований між 1800 і 1700 рр. до н. е.) (коротка хронологія).
13. ↑  Наративний контекст зображує подію, наприклад, вкладення царя. Тут цар протистоїть богу, і обидва зображені в профіль. Коли божество зображене наодинці, симетрична композиція є більш поширеною. Однак неглибокий рельєф циліндричної печатки призводить до того, що фігури зображуються в профіль, тому симетрія, як правило, не є досконалою.
14. ↑  Інанна - шумерське ім'я, а Іштар - аккадське ім'я тієї самої богині. Сакральний текст зазвичай писався шумерською мовою в той час, коли створювався рельєф, але аккадська була розмовною мовою; тому в цій статті для послідовності використовується аккадське ім'я Іштар, за винятком тих випадків, коли автори, чиї джерела цитуються, використовували «Інанна».
15. ↑  ki-sikil-lil-la (Креалінг) та ki-sikil-lil-la-ke (Альбенда) схоже, є помилковим прочитанням оригінального шумерського уривка з епосу про Гільгамеша: ki-sikil lit. ki- земля — недоторкана/чиста, тобто незаймана або діва, lil2 вітер; подих; інфекція; привид; -la- is маркер родового відмінка, а -ke4 маркер орудного відмінка, обидва вимагаються граматичним контекстом (в цьому уривку: «кісікіл побудувала для себе»), але маркери відмінків не є частиною іменника.
16. ↑  Пор. рядок 295 у «Спущенні Інанни в потойбічний світ»
17. ↑  Якобсен цитує нану С, рядок 23 а мотив Інани, що стоїть на левах, добре засвідчений на печатках і бляшках (пор. зображення Іштар, вище);